# Ivan Konstantinovich Aivazovsky

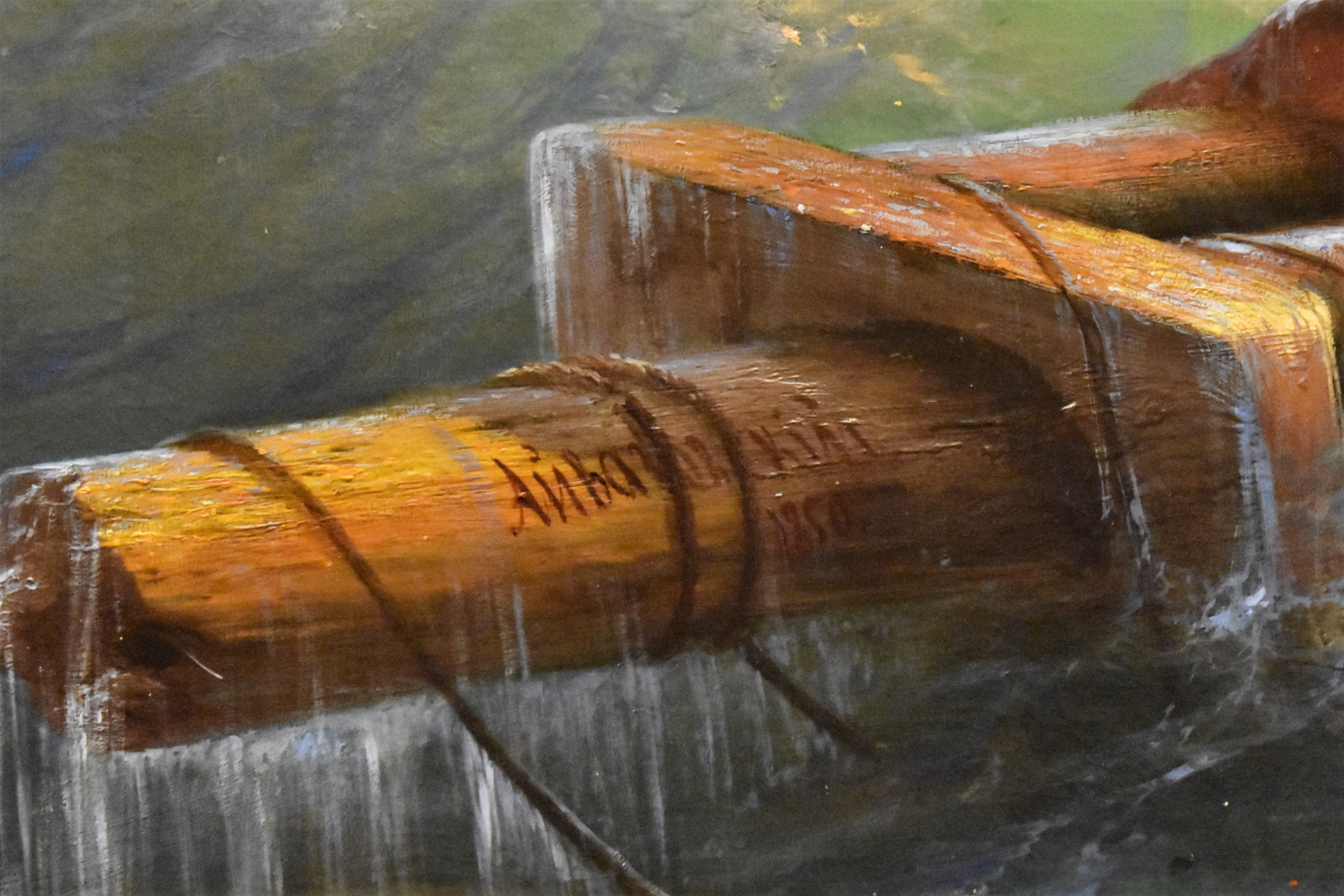
Chữ ký của Aivazovsky, năm 1850

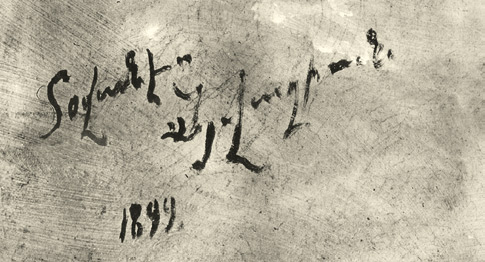
Chữ ký của Aivazovsky trên một bức tranh sơn dầu lấy chủ đề Armenia năm 1899.

Ivan Konstantinovich Aivazovsky (tiếng Nga: Иван Константинович Айвазовский; 29 tháng 7, 1817 – 2 tháng 5, 1900) là họa sĩ Nga theo trường phái Lãng mạn, được coi là một trong những bậc thầy vĩ đại nhất về nghệ thuật tranh biển cả. Tên rửa tội của ông là Hovhannes Aivazian.
Ông ra đời trong một gia đình người Armenia sống tại cảng biển ở Feodosia, Crimea, nằm bên bờ biển Đen và đây là nơi ông sống phần lớn cuộc đời.
Sau khi tốt nghiệp Học viện Nghệ thuật Hoàng gia ở Saint Petersburg, Aivazovsky du hành sang Tây Âu và sống một thời ngắn tại Italia vào đầu những năm 1840. Tiếp đó ông trở về Nga và được bổ nhiệm làm họa sĩ chính thức của Hải quân Nga. Aivazovsky có mối quan hệ khăng khít với quân đội và chính giới Đế quốc Nga, ông thường xuyên được mời tham dự các cuộc thao diễn quân sự. Suốt cả cuộc đời, Aivazovsky luôn được chính quyền tài trợ và coi trọng. Cụm từ "rất xứng đáng với nét cọ của Aivazovsky", do Anton Chekhov truyền bá, được sử dụng trong tiếng Nga để miêu tả những thứ xinh xắn. Đến thế kỷ 21, tên tuổi của ông vẫn rất nổi tiếng tại Nga.
Là một trong những họa sĩ Nga tài danh nhất trong thời đại của ông, Aivazovsky nổi tiếng không chỉ ở Đế quốc Nga. Ông đã tổ chức nhiều cuộc triển lãm cá nhân tại Tây Âu và Hoa Kỳ. Trong gần 60 năm sự nghiệp, ông sáng tác khoảng 6000 bức tranh, đưa ông trở thành một trong những họa sĩ giàu sức sáng tạo nhất trong thời đại bấy giờ. Đại đa số các tác phẩm của ông vẽ cảnh biển cả, ngoài ra ông cũng thường khắc họa cảnh chiến tranh, cảnh lấy chủ đề xứ Armenia và cả tranh chân dung. Phần lớn tác phẩm của ông được lưu giữ tại các bảo tàng ở Nga, Ukraine, Armenia, Thổ Nhĩ Kỳ cũng như nhiều bộ sưu tập tư nhân.

## Nghệ thuật
Trong suốt 60 hoạt động nghệ thuật, Aivazovsky sáng tác khoảng 6000 bức tranh mà một tạp chí nghệ thuật trực tuyến miêu tả là "những giá trị rất khác nhau...có những tuyệt tác, cũng có những tác phẩm khiêm tốn". Tuy nhiên, theo một thống kế, có đến tận 20000 bức tranh được gắn với tên tuổi của ông. Đại đa số tác phẩm của Aivazovsky vẽ cảnh biển. Ông hiếm khi vẽ cảnh trên đất liền và cũng chỉ vẽ một số ít tranh chân dung. Theo Rosa Newmarch, Aivazovsky "không bao giờ nhìn cảnh thiên nhiên thật để vẽ tranh, luôn chỉ vẽ từ trí nhớ từ những nơi xa bờ biển". Rogachevsky viết rằng "Trí nhớ nghệ thuật của ông thật là phi thường. Ông có thể tái tạo những điều ông chỉ thấy trong một khoảng thời gian rất ngắn, dẫu không có cả tranh phác thảo". Bolton tán dương "khả năng của ông trong việc tạo dựng hiệu ứng mặt nước động và ánh nắng, ánh trăng phản chiếu".

### Triển lãm
Suốt cả sự nghiệp, tổng cộng Aivazovsky đã tổ chức 55 cuộc triển lãm cá nhân (một con số chưa từng có tiền lệ). Trong số đó, những cuộc triển lãm tiêu biểu nhất diễn ra ở Rome, Naples và Venice (1841–42), Paris (1843, 1890), Amsterdam (1844), Moskva (1848, 1851, 1886), Sevastopol (1854), Tiflis (1868), Florence (1874), St. Petersburg (1875, 1877, 1886, 1891), Frankfurt (1879), Stuttgart (1879), London (1881), Berlin (1885, 1890), Warsaw (1885), Constantinople (1888), New York (1893), Chicago (1893), San Francisco (1893).
Ông cũng "đóng góp cho những cuộc triển lãm của Học viên Nghệ thuật Hoàng gia Nga (1836–1900), Paris Salon (1843, 1879), Hội Triển lãm Các tác phẩm nghệ thuật (Society of Exhibitions of Works of Art , 1876–83), Hội Những người yêu nghệ thuật Moskva (Moscow Society of Lovers of the Arts, 1880), Triển lãm Toàn Nga (Pan-Russian Exhibitions) tổ chức ở Moskva (1882) và Nizhny Novgorod (1896), Triển lãm Thế giới tại Paris (1855, 1867, 1878), London (1863), Munich (1879) and Chicago (1893) và các triển lãm quốc tế tại Philadelphia (1876), Munich (1879) and Berlin (1896)."

### Phong cách
Aivazovsky chủ yếu theo trường phái lãng mạn, nhưng ông cũng đã áp dụng một số thành tố của chủ nghĩa hiện thực. Leek cho rằng Aivazovsky cả đời trung thành với chủ nghĩa lãng mạn, "cho dù tác phẩm của ông hướng theo thể loại hiện thực chủ nghĩa". Các tác phẩm thời kỳ đầu của ông chịu ảnh hưởng của các thầy giáo ở Học viện Nghệ thuật là Maxim Vorobiev và Sylvester Shchedrin. Các họa sĩ cổ điển như Salvator Rosa, Jacob Isaacksz van Ruisdael và Claude Lorrain cũng góp phần định hình phong cách và phương pháp cá nhân của Aivazovsky. Karl Bryullov, nổi danh nhất với tác phẩm Ngày cuối cùng của thành Pompeii |The Last Day of Pompeii, "đã đóng một vai trò quan trọng trong việc kích thích sự phát triển sức sáng tạo của Aivazovsky", theo như Bolton nhận xét. Các tác phẩm đẹp nhất của Aivazovsky trong thập niên 1840-1850 sử dụng bảng màu sắc rất đa dạng, đi theo chủ đề thiên anh hùng ca và chủ đề Romania. Newmarch đưa ra quan điểm rằng cho tới giữa thế kỷ 19, các đặc trưng của trường phái lãng mạn trong tranh của Aivazovsky đã "ngày càng hiện lên rõ rệt hơn". Newmarch, cũng như đa số học giả, xem bức Đợt sóng thứ chín | Ninth Wave là kiệt tác xuất sắc nhất của Aivazovsky và đánh giá nó "dường như đánh dấu sự chuyển tiếp giữa màu sắc kỳ ảo trong các tác phẩm đầu tay, và khung cảnh chân thực hơn trong những năm sau này". Cho đến những năm 1870, màu sắc thanh nhã đã chiếm ưu thế trong các tác phẩm của Aivazovsky; và ở hai thập kỷ cuối đời, Aivazovsky sáng tác một loạt tranh vẽ cảnh biển dùng tông màu trắng bạc.
Quá trình chuyển tiếp từ chủ nghĩa lãng mạn sang chủ nghĩa hiện thực hồi giữa thế kỷ 19 ở Nga đã khiến cho Aivazovsky, người luôn trung thành với phong cách lãng mạn, phải hứng chịu phê bình chỉ trích. Lý do khiến ông không sẵn sàng, hoặc không có khả năng đi theo sự thay đổi này, là do nơi sinh sống: ở Đế quốc Nga, Feodosia là một thành phố vùng sâu vùng xa, cách xa hai kinh thành Moskva và Saint Petersburg. Tư duy và thế giới quan của Aivazovsky bị coi là lạc hậu, không bắt kịp được những sự phát triển trong văn hóa, nghệ thuật Nga. Nhà phê bình nghệ thuật Vladimir Stasov chỉ chấp nhận những tác phẩm thời kỳ đầu của Aivazovsky, còn Alexandre Benois viết trong tác phẩm Lịch sử hội họa Nga thế kỷ 19 rằng dù là học trò của Vorobiev, Aivazovsky đứng ngoài rìa những bước phát triển chung của hội họa phong cảnh Nga.
Các tác phẩm thời kỳ sau của Aivazovsky bao gồm những khung cảnh đầy dữ dội và thường là những bức tranh lớn. Ông khắc họa "cuộc tranh đấu đầy lãng mạn giữa con người và các thành tố của biển cả (Cầu vồng | The Rainbow, 1873), và cái gọi là "biển xanh dương" (Vịnh Naples lúc sáng sớm | The Bay of Naples in Early Morning, 1897; Thảm họa | Disaster, 1898).

### Tác phẩm

#### Cảnh trên đất liền

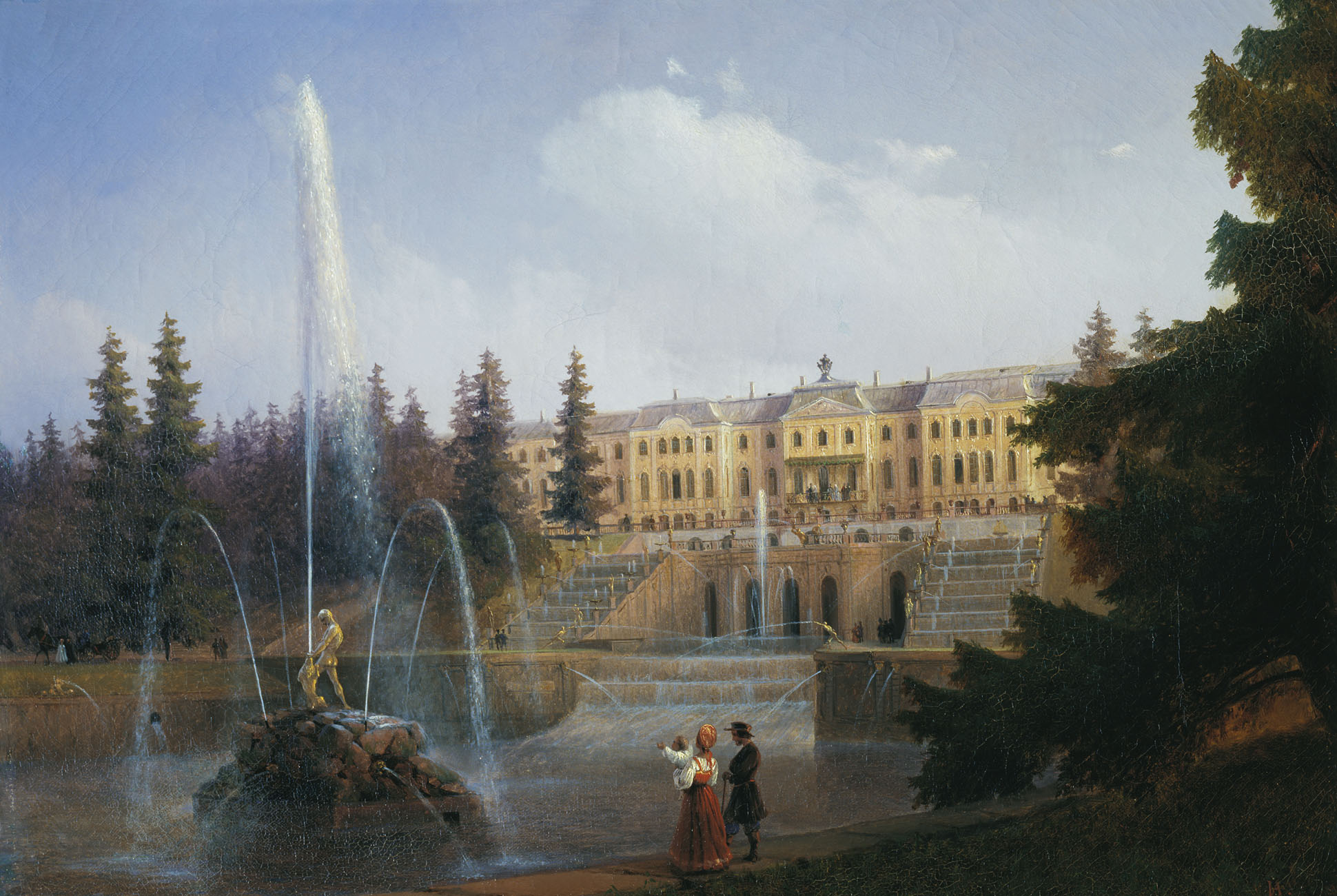
Cảnh một đài phun nước và Cung điện Peterhof (1837)
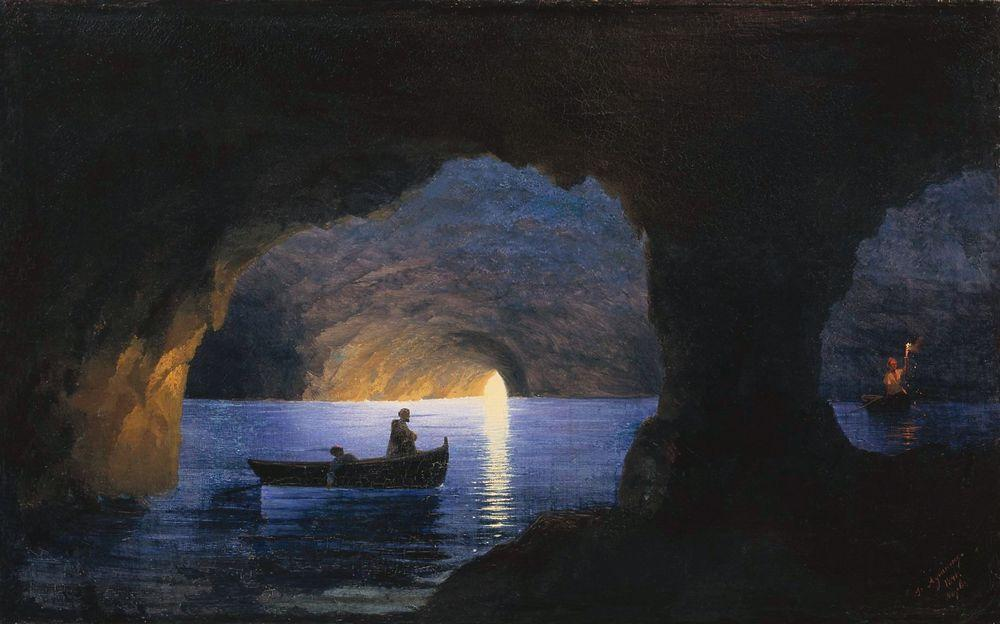
Hang động Xanh dương, Napoli (1841)
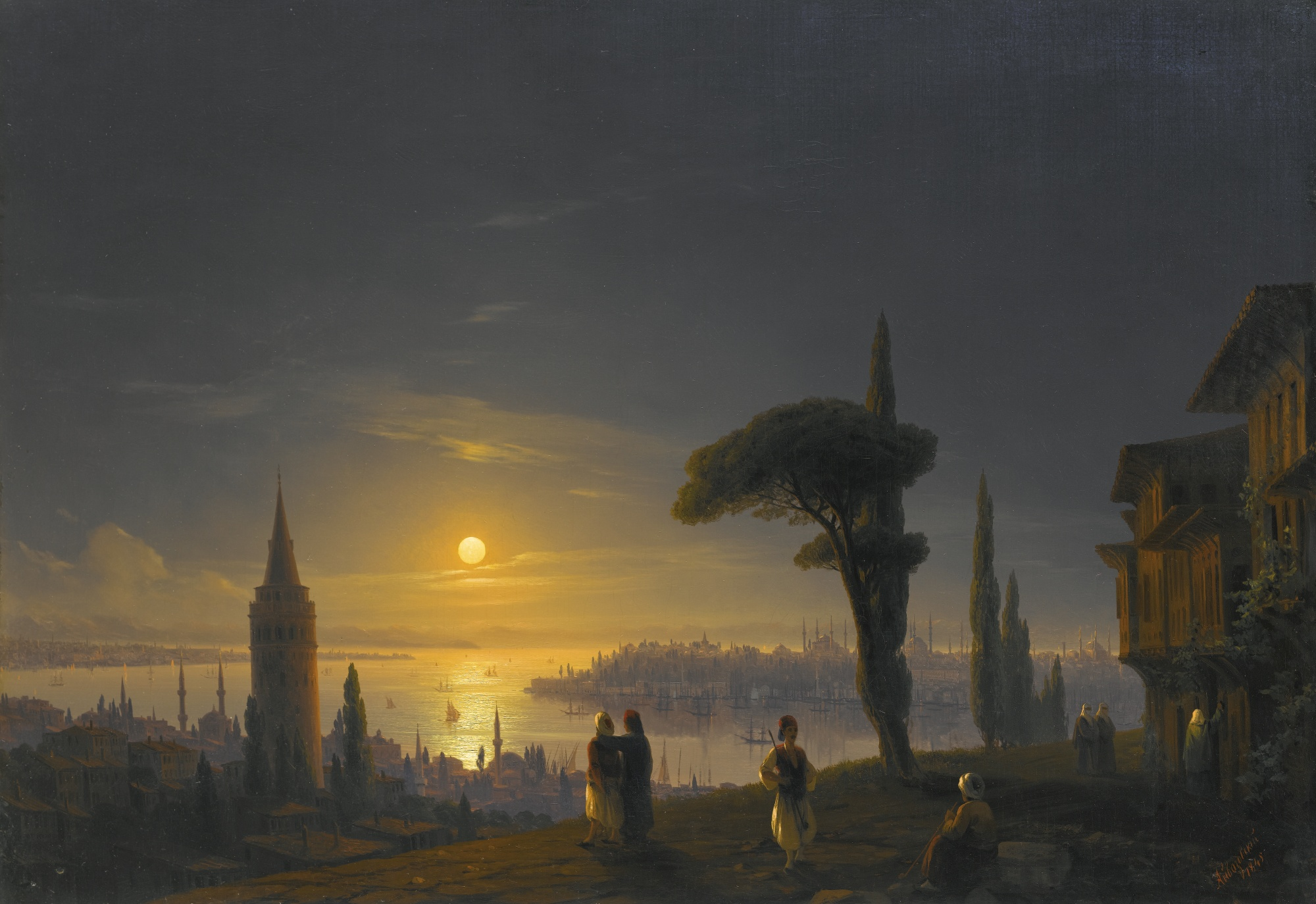
Tháp Galata dưới ánh trăng (1845)
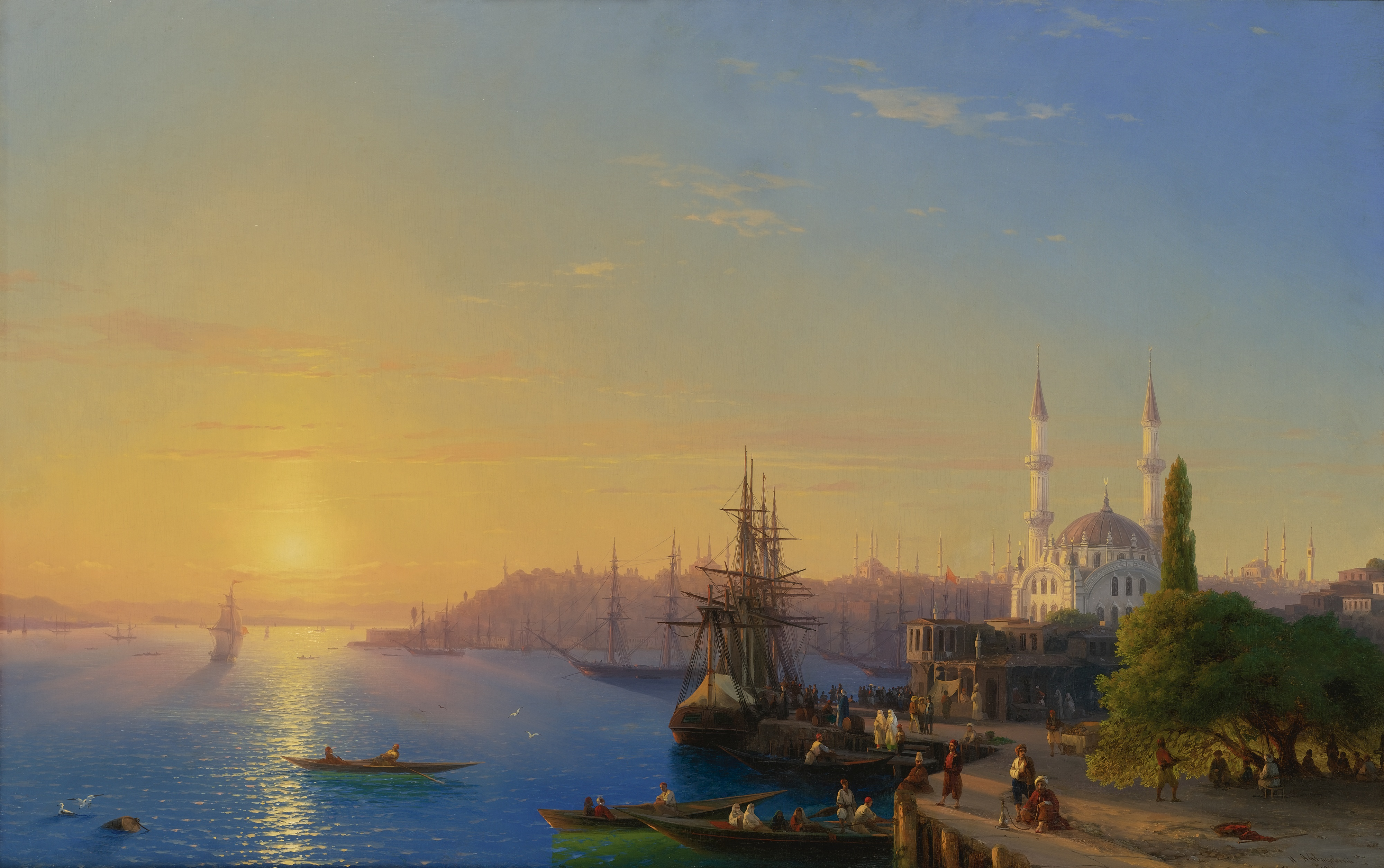
Khung cảnh Constantinople, với nhà thờ Hồi giáo Nusretiye  (1856)
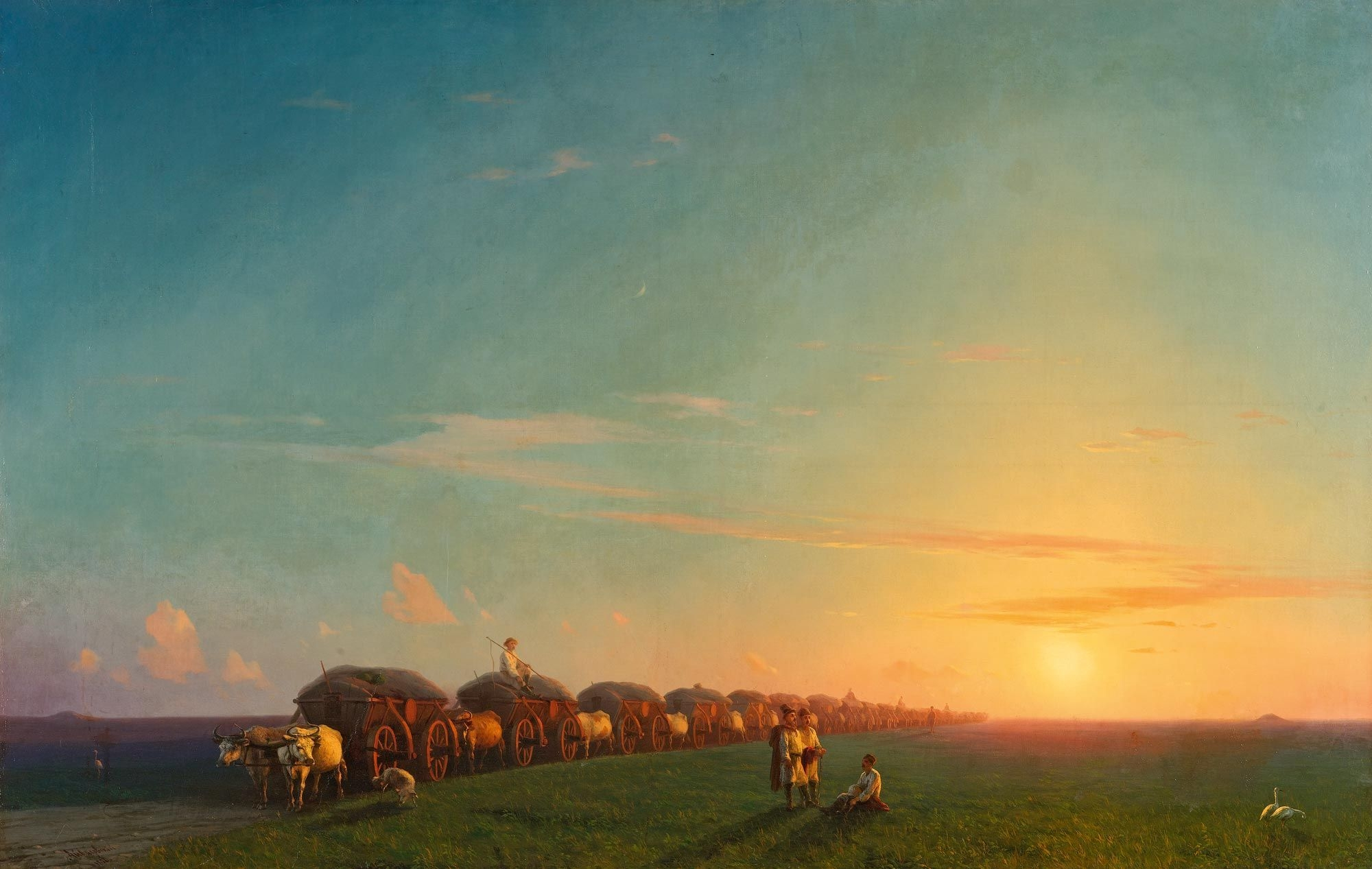
Phong cảnh với những người di dân (1856)
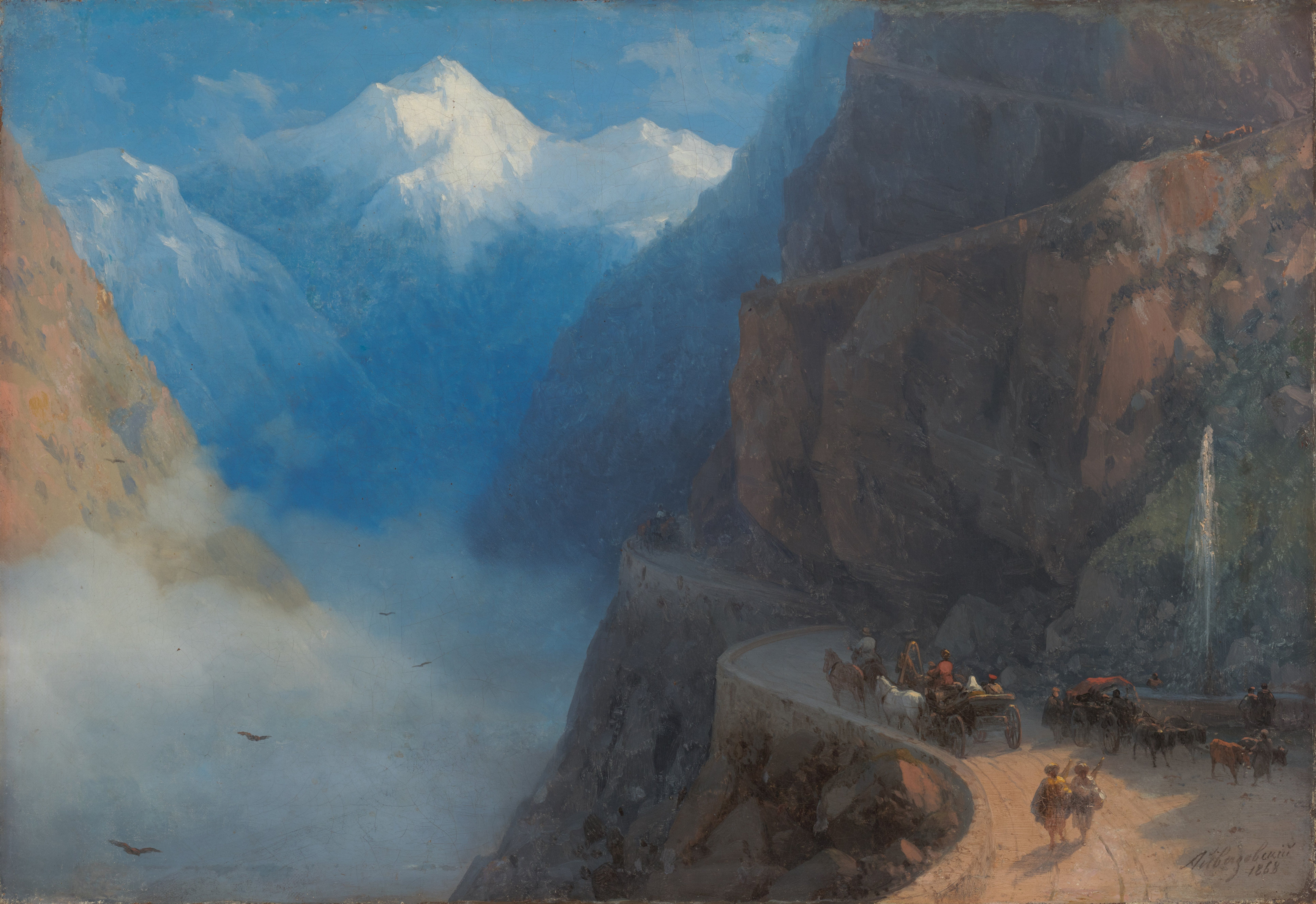
Từ Mleta tới Gudauri (1868)
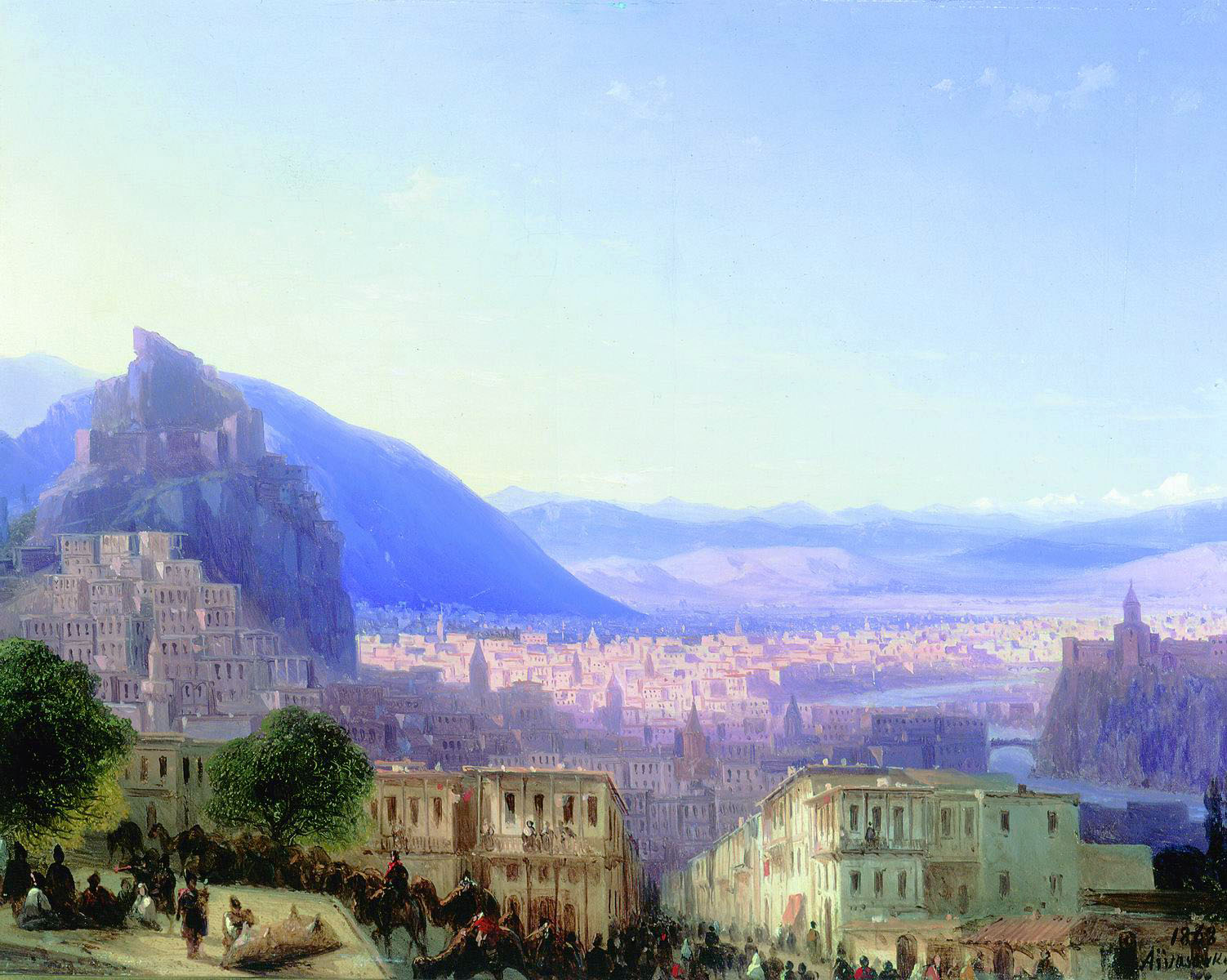
Cảnh Tbilisi nhìn từ Seid-Abaz (1868)
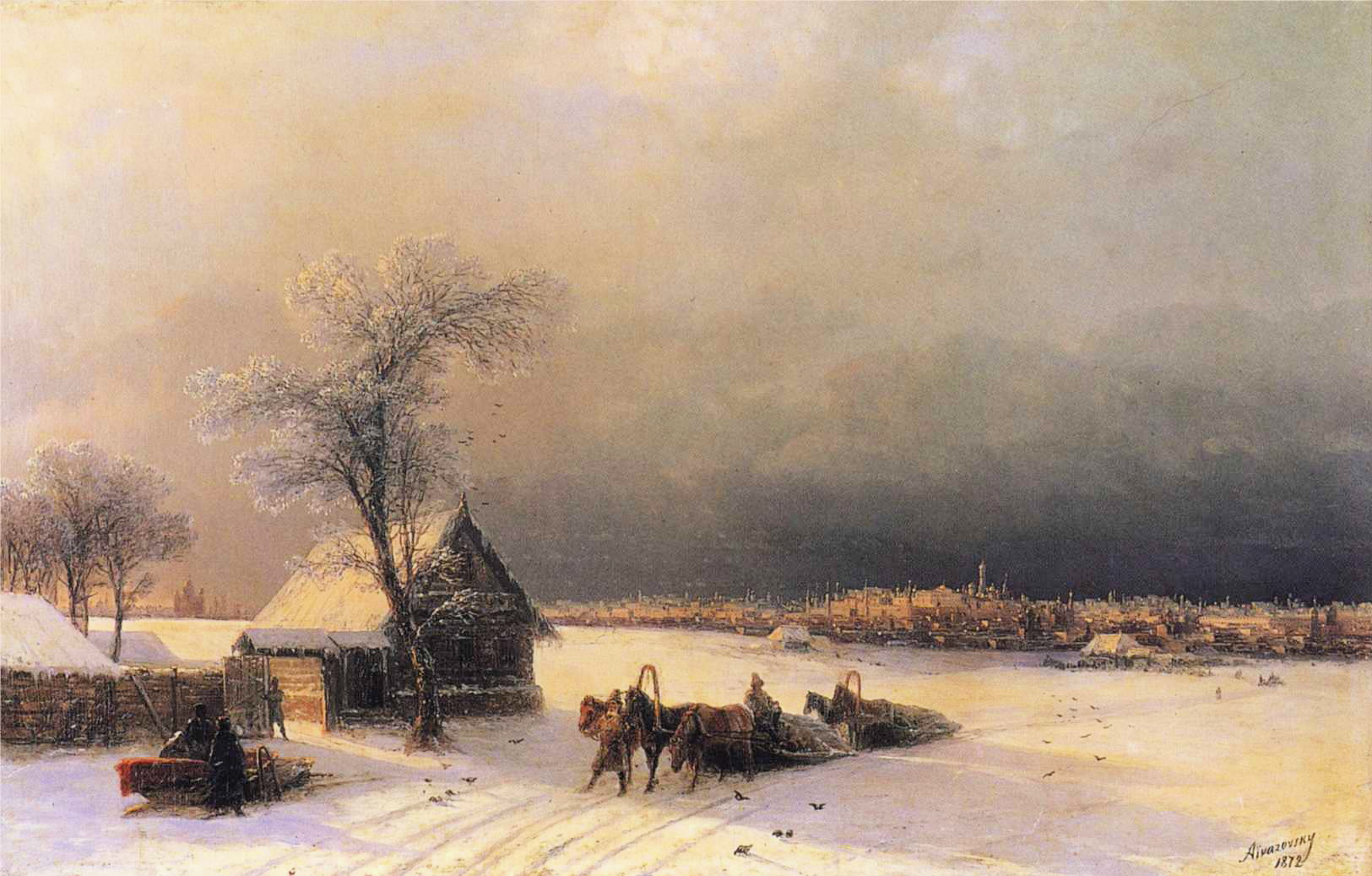
Moskva mùa đông nhìn từ đồi Chim sẻ (1872)

#### Cảnh biển

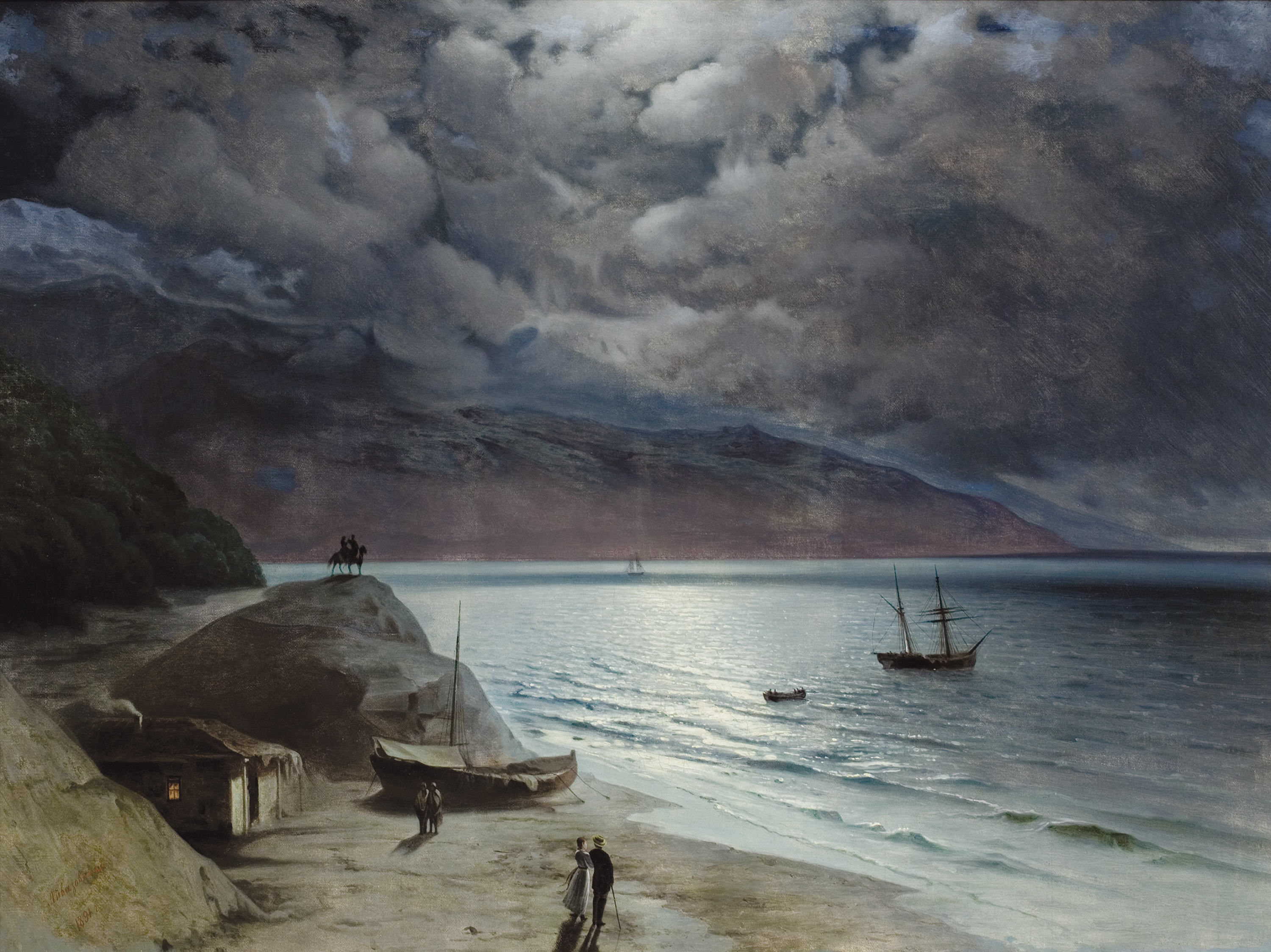
Đêm ở Gurzuf
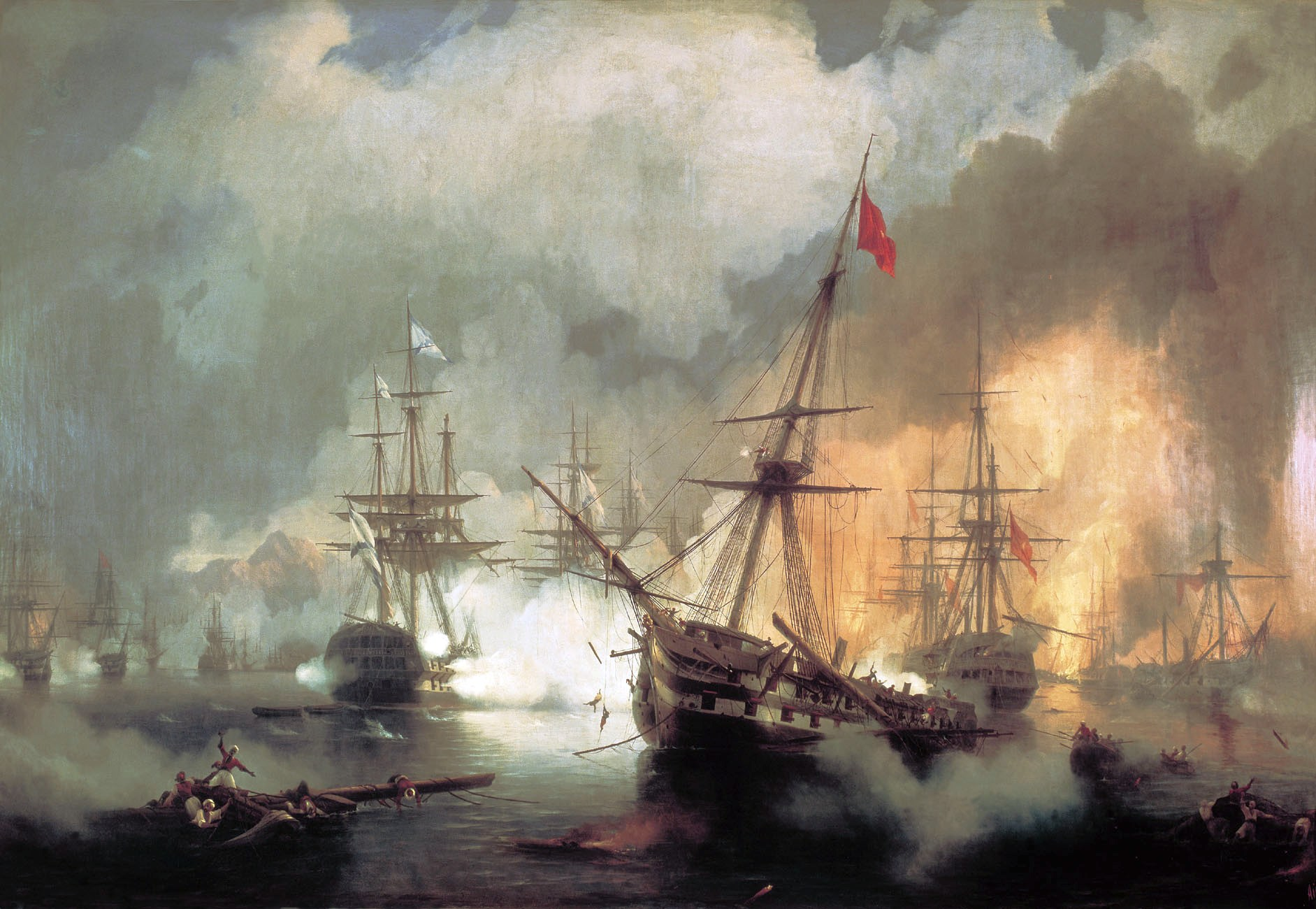
Trận chiến Navarino (1848)
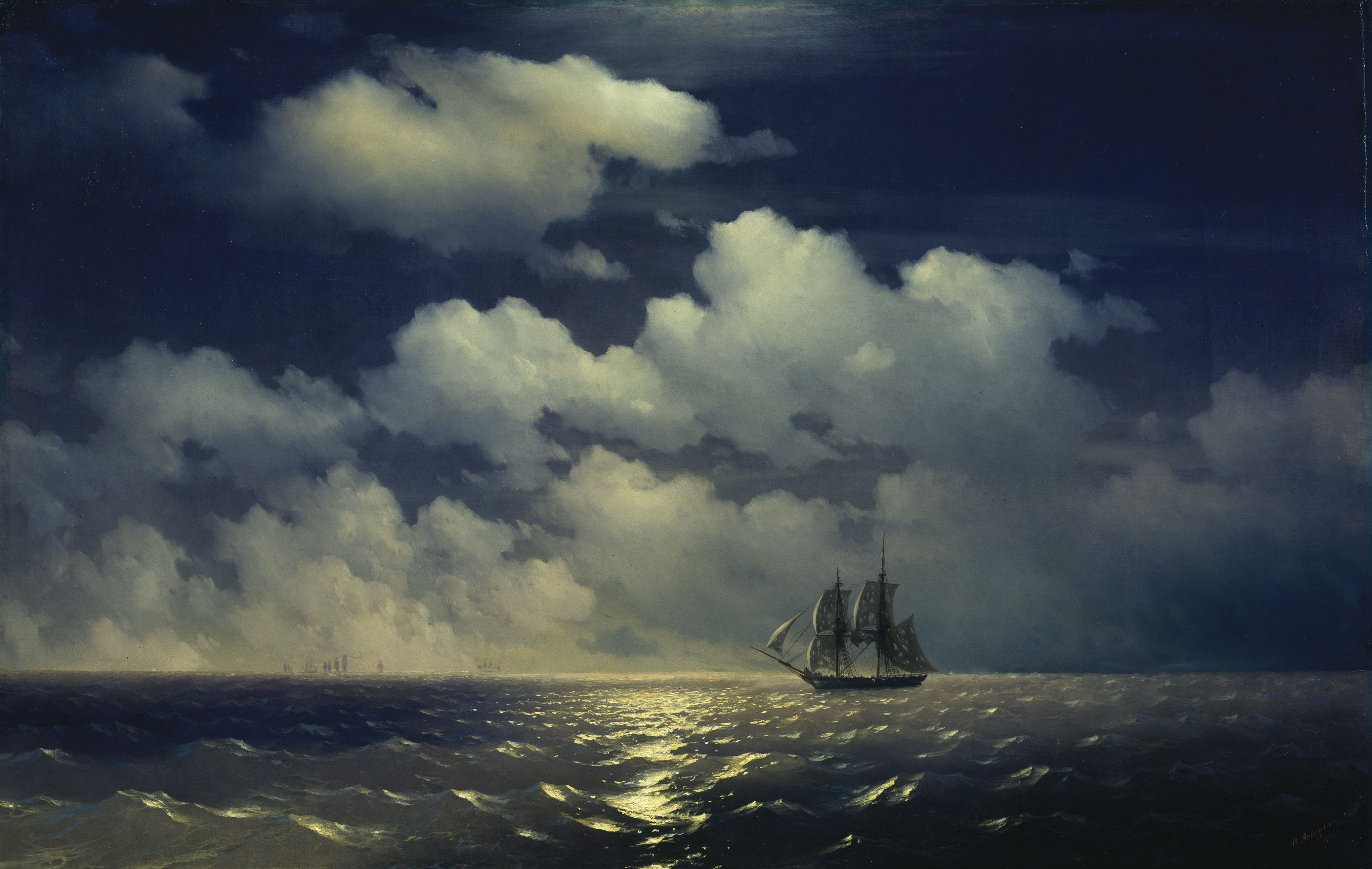
Cuộc gặp giữa tàu chiến Mercury với hạm đội Nga sau khi đánh bại hai tàu chiến Thổ Nhĩ Kỳ (1848)
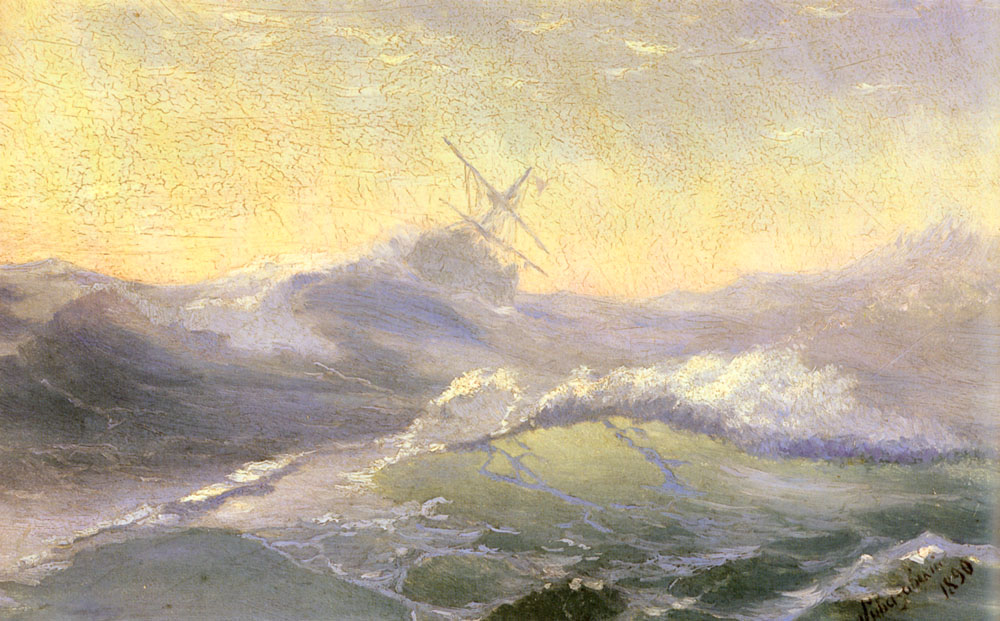
Những con sóng dữ
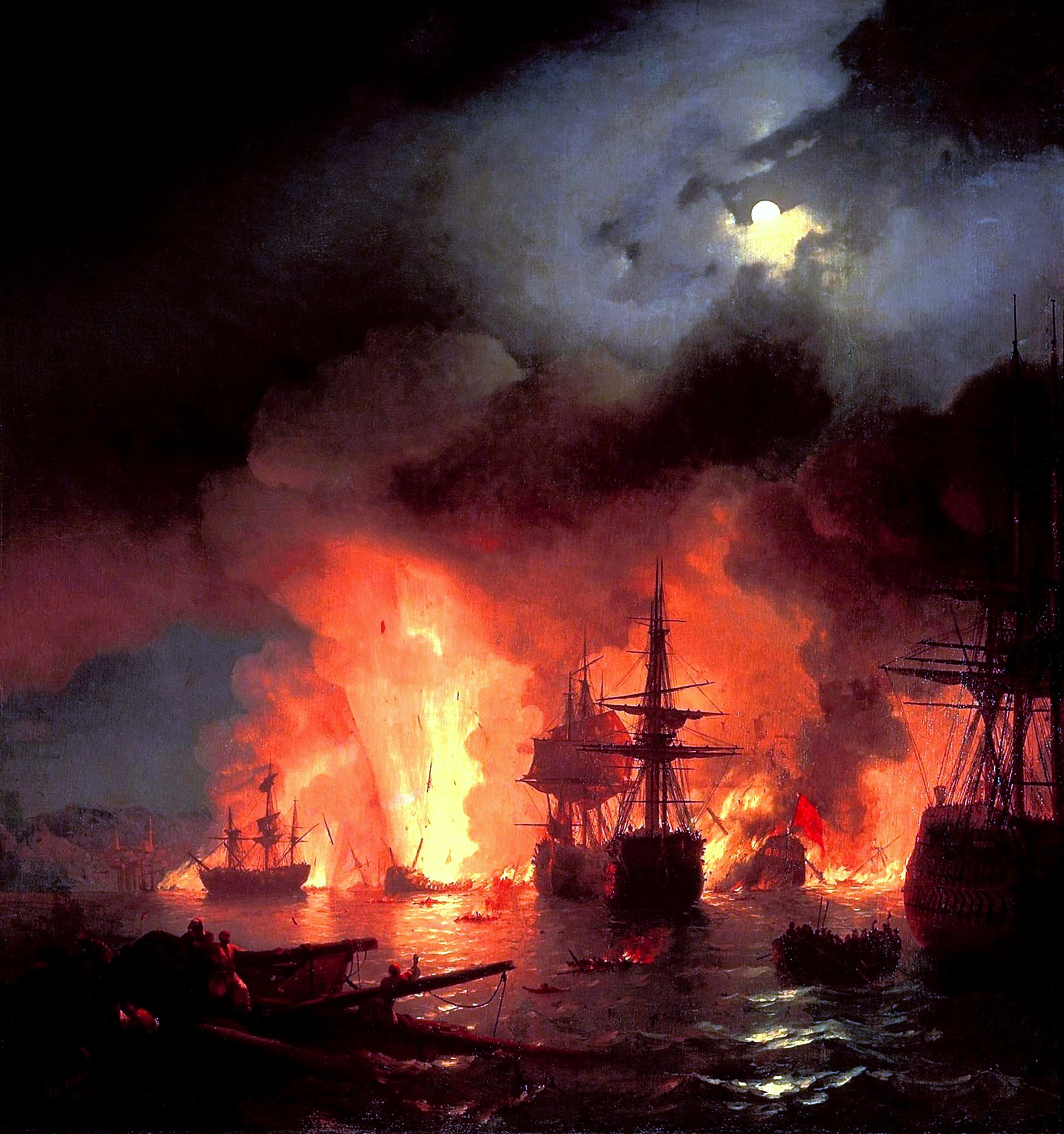
Trận Çeşme vào ban đêm (1856)
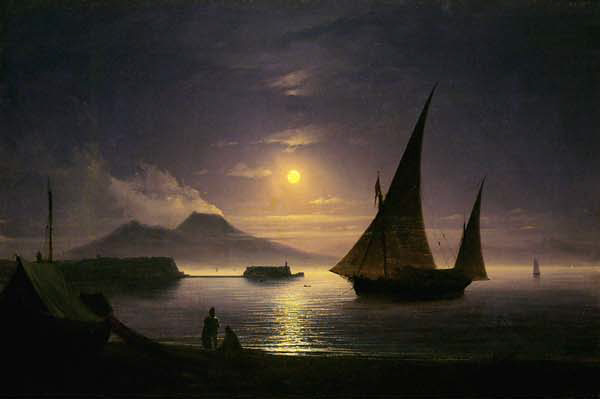
Vịnh Naples (1842)
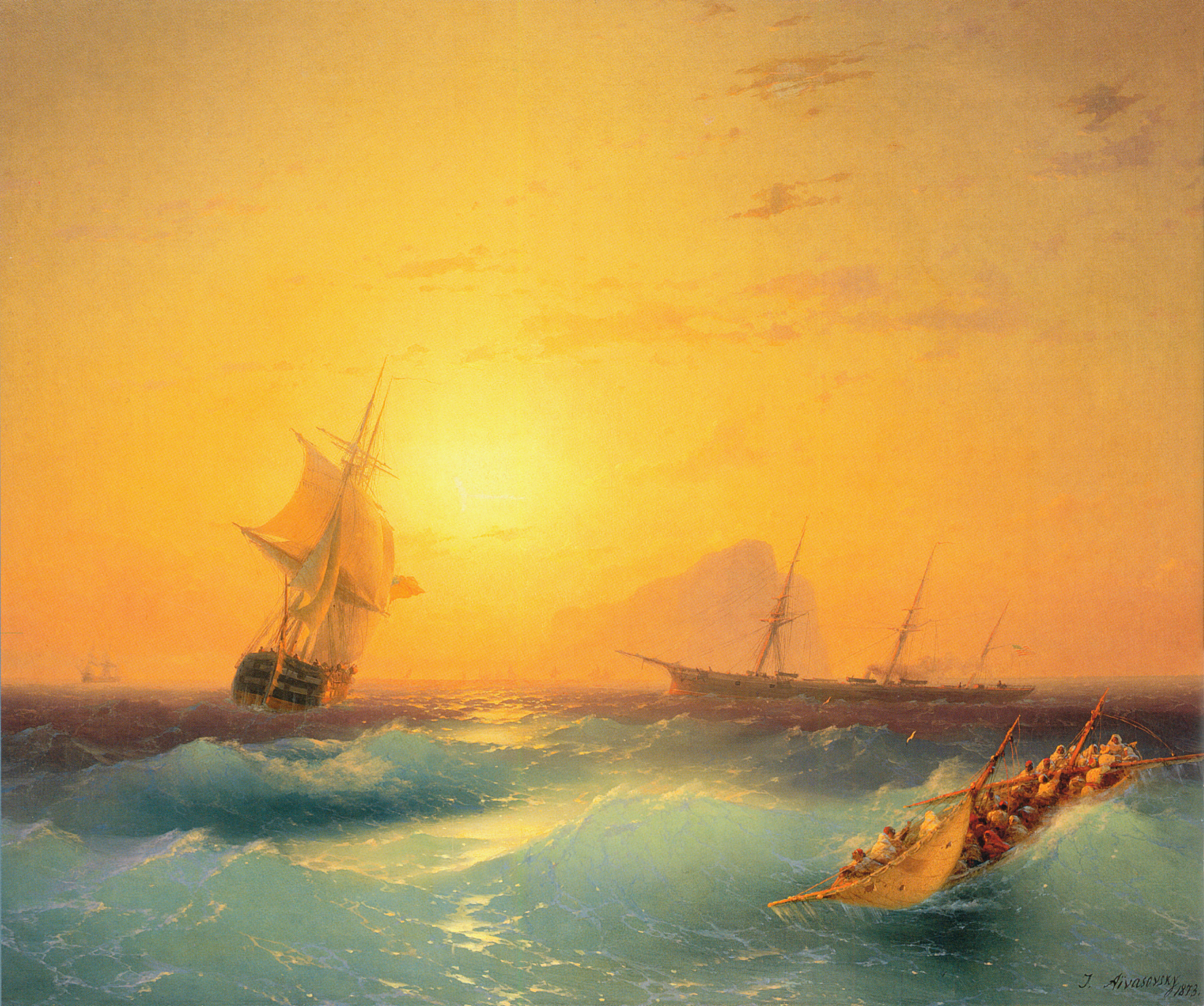
Tàu Hoa Kỳ rời núi đá Gibraltar (1873)
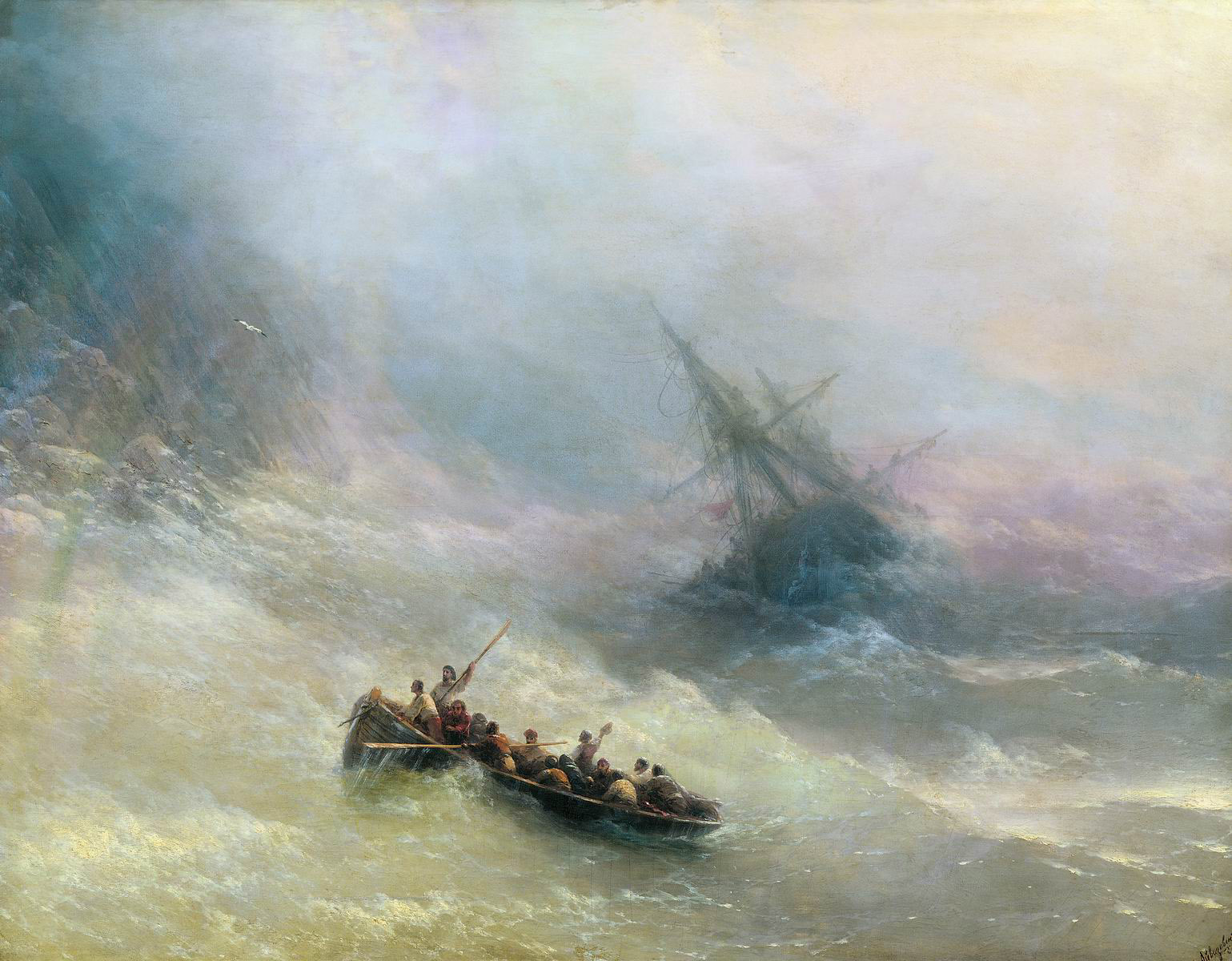
Cầu vồng (1873)
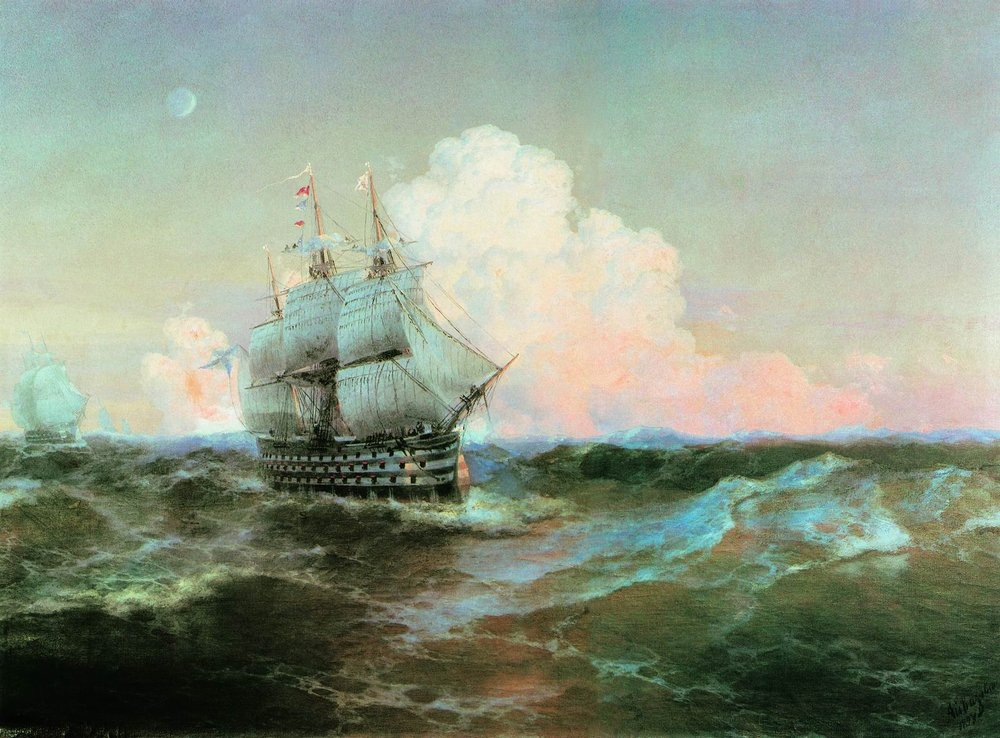
Con tàu "Mười hai sứ đồ  (1878)
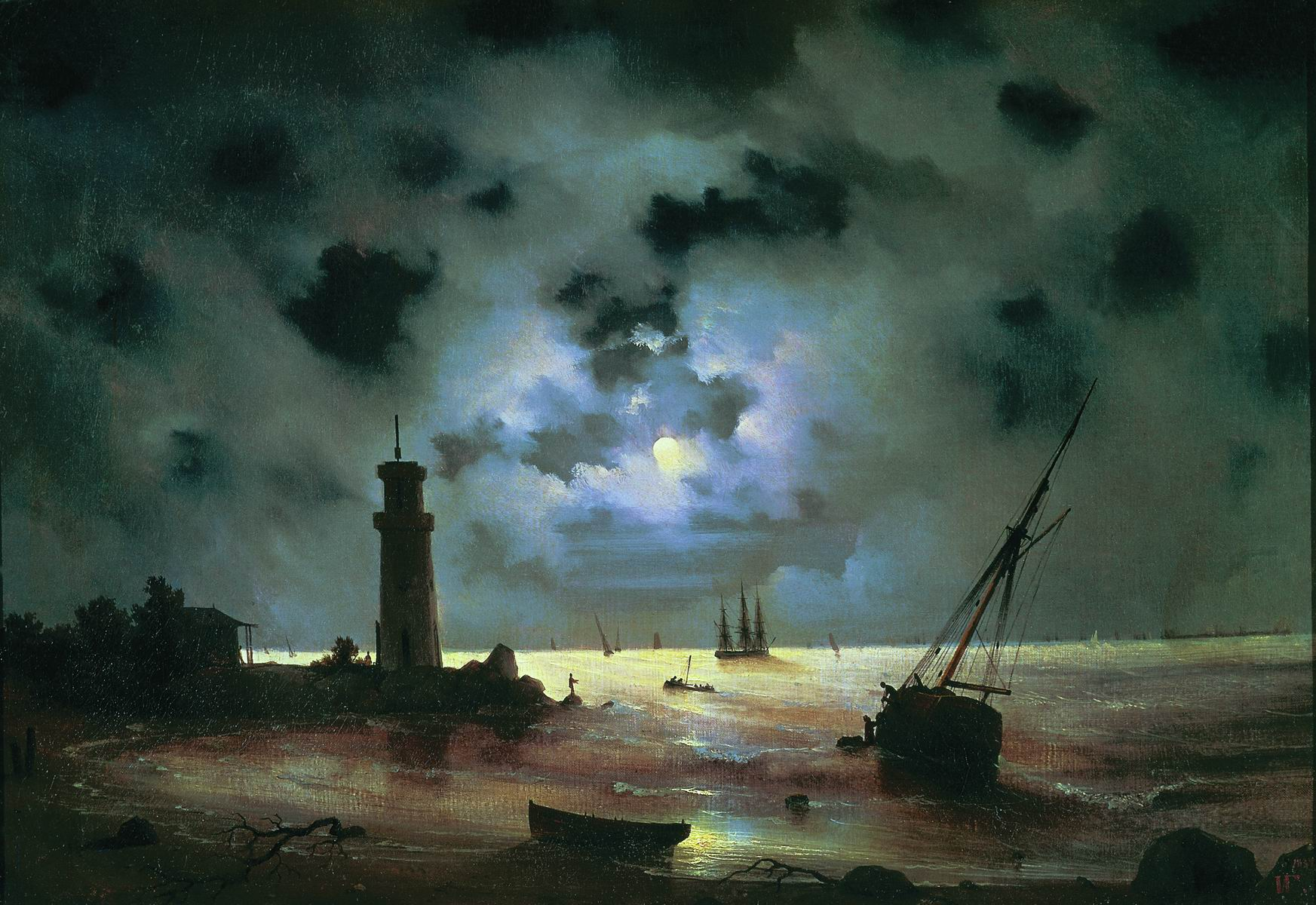
Ban đêm trên bờ biển. Gần ngọn hải đăng (1837)
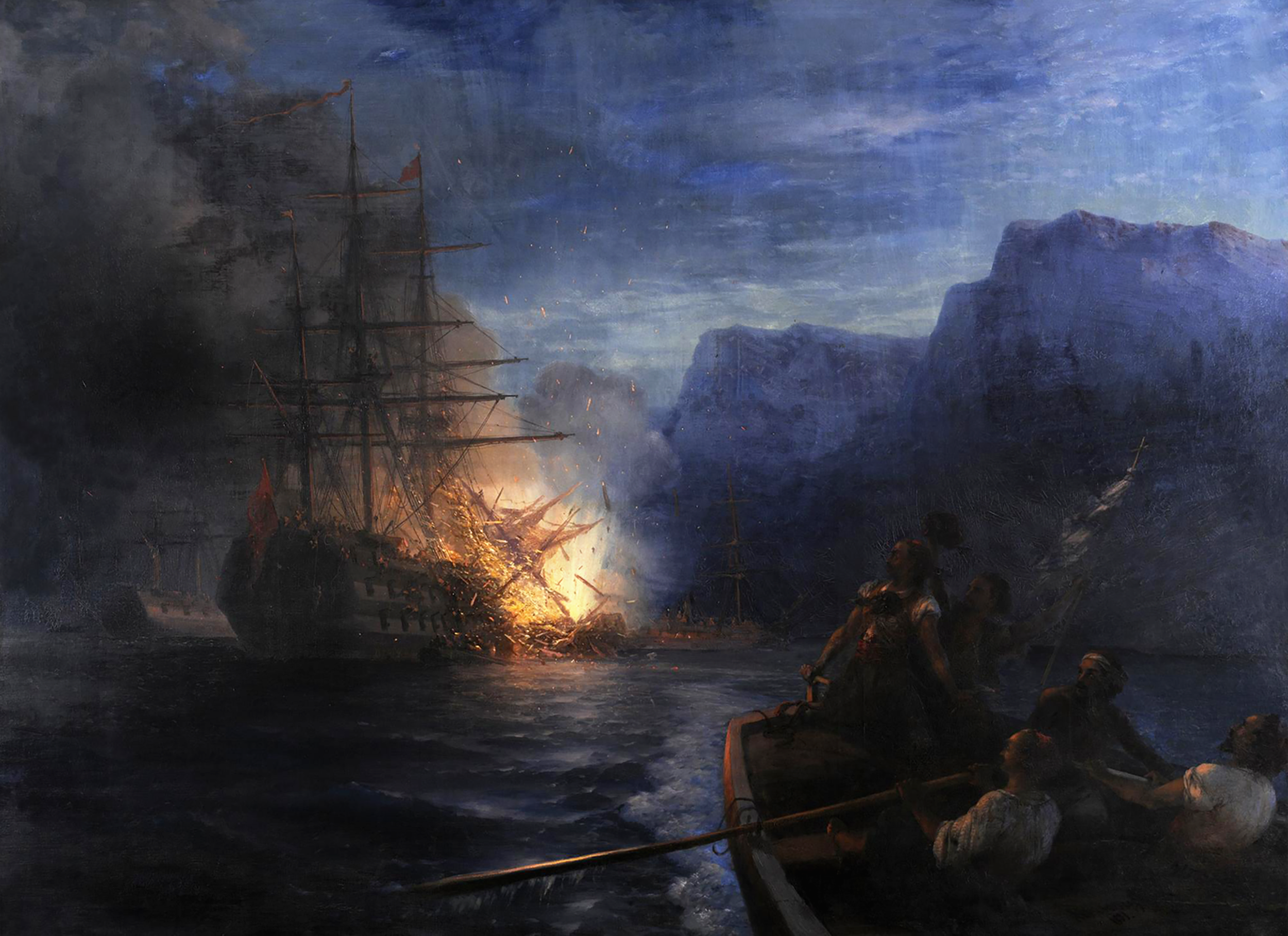
Kanaris đốt cháy soái hạm Thổ Nhĩ Kỳ (1881)
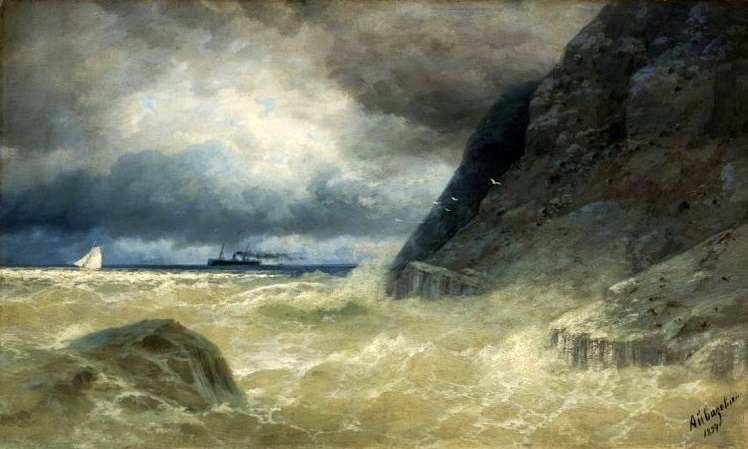
Cảnh biển với con tàu hơn nước (1886)
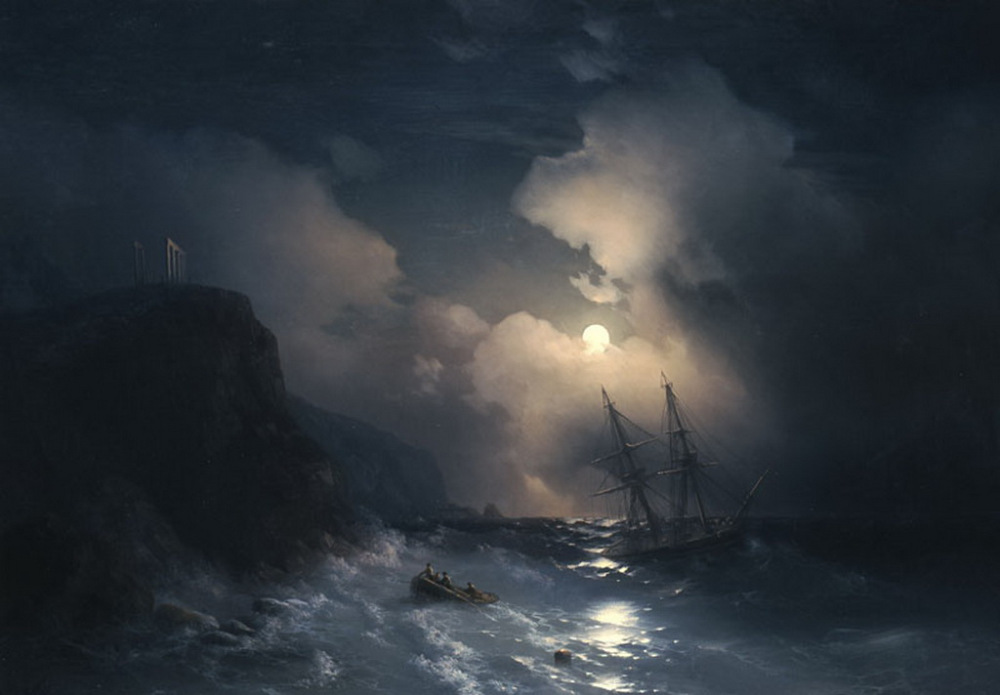
Bão tố gần Sounion (1856)
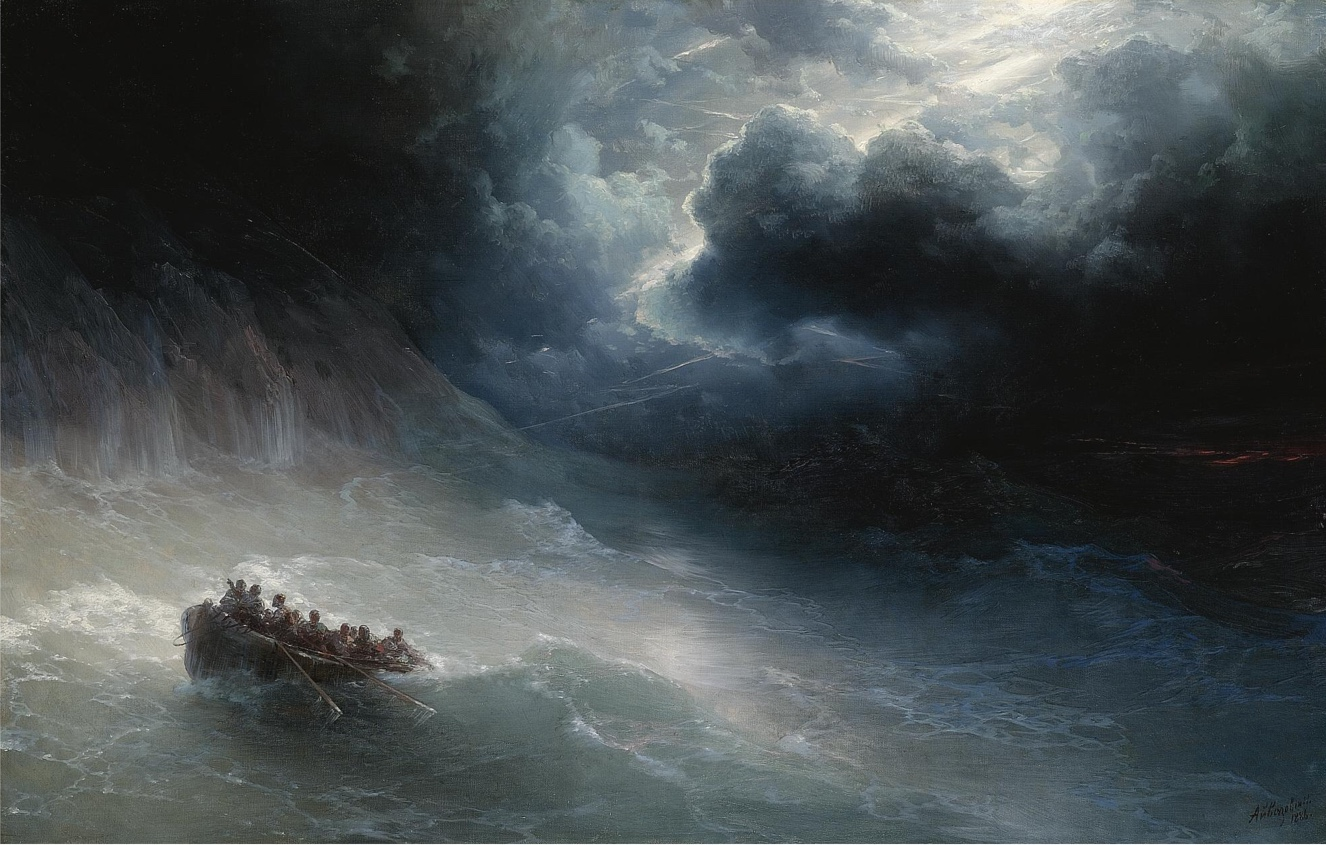
Sự phẫn nộ của biển cả (1886)
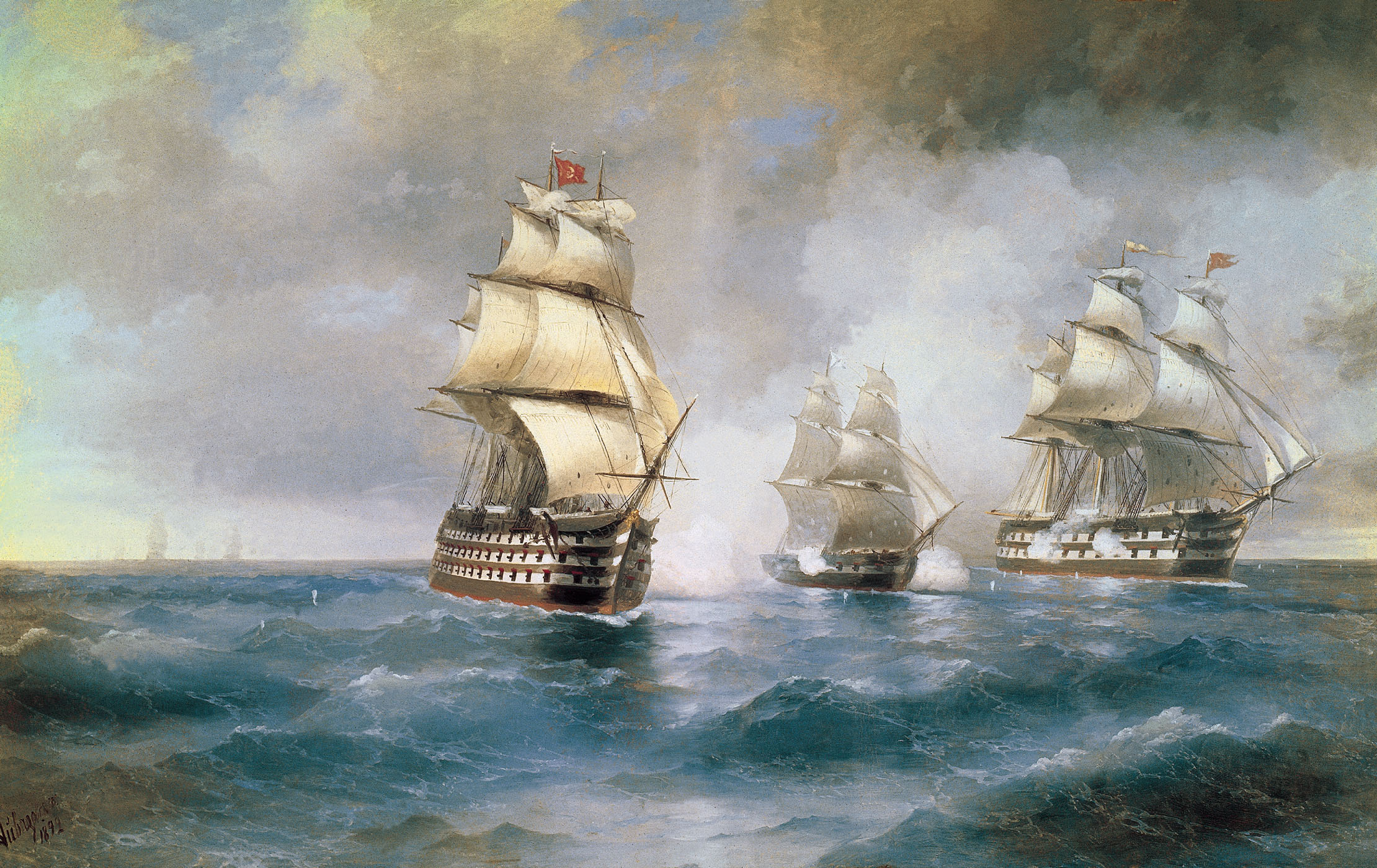
Tàu Mercury bị hai tàu Thổ Nhĩ Kỳ tấn công (1892)
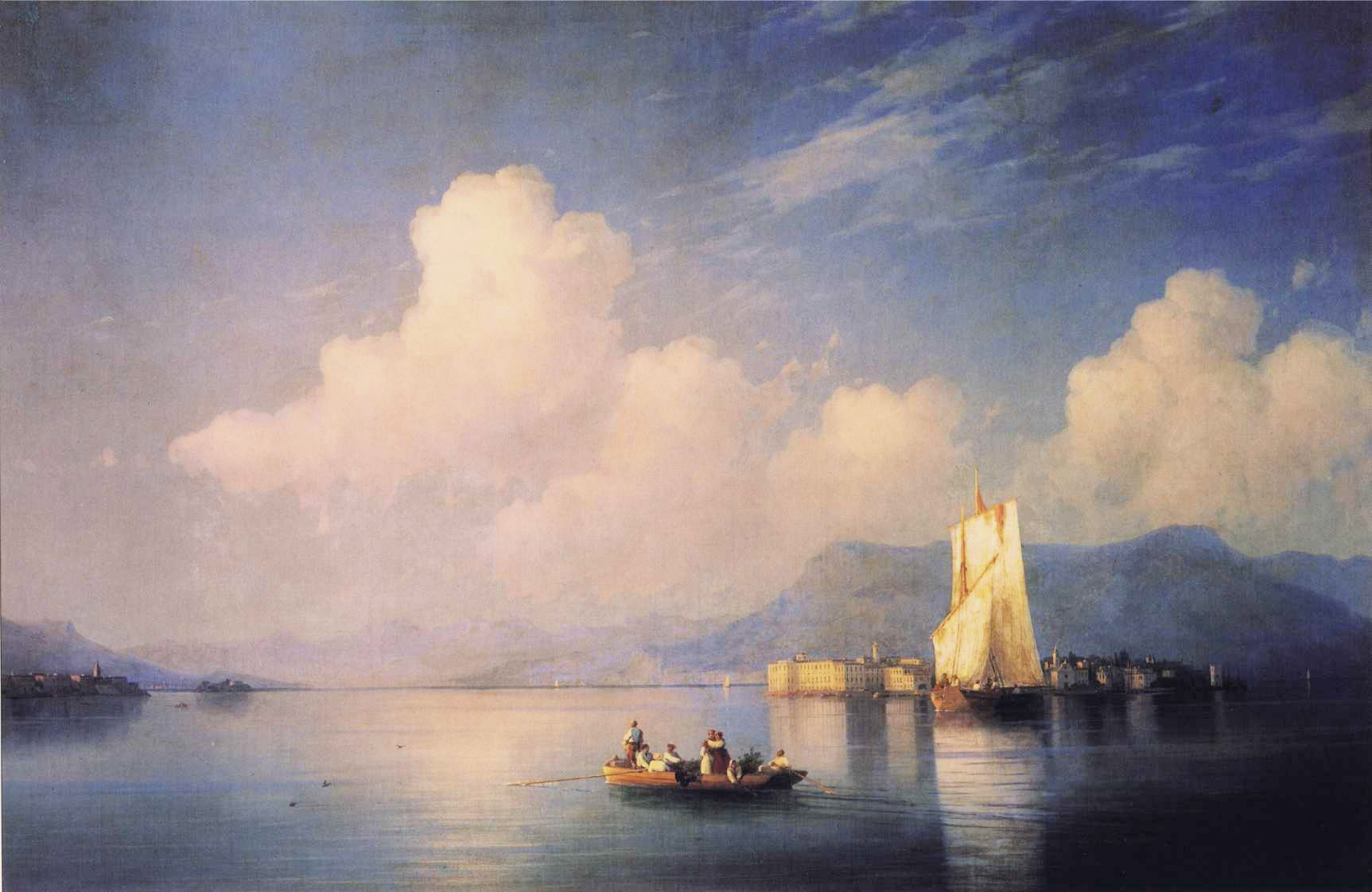
Hồ Maggiore lúc sẩm tối (1892)

#### Tranh tôn giáo

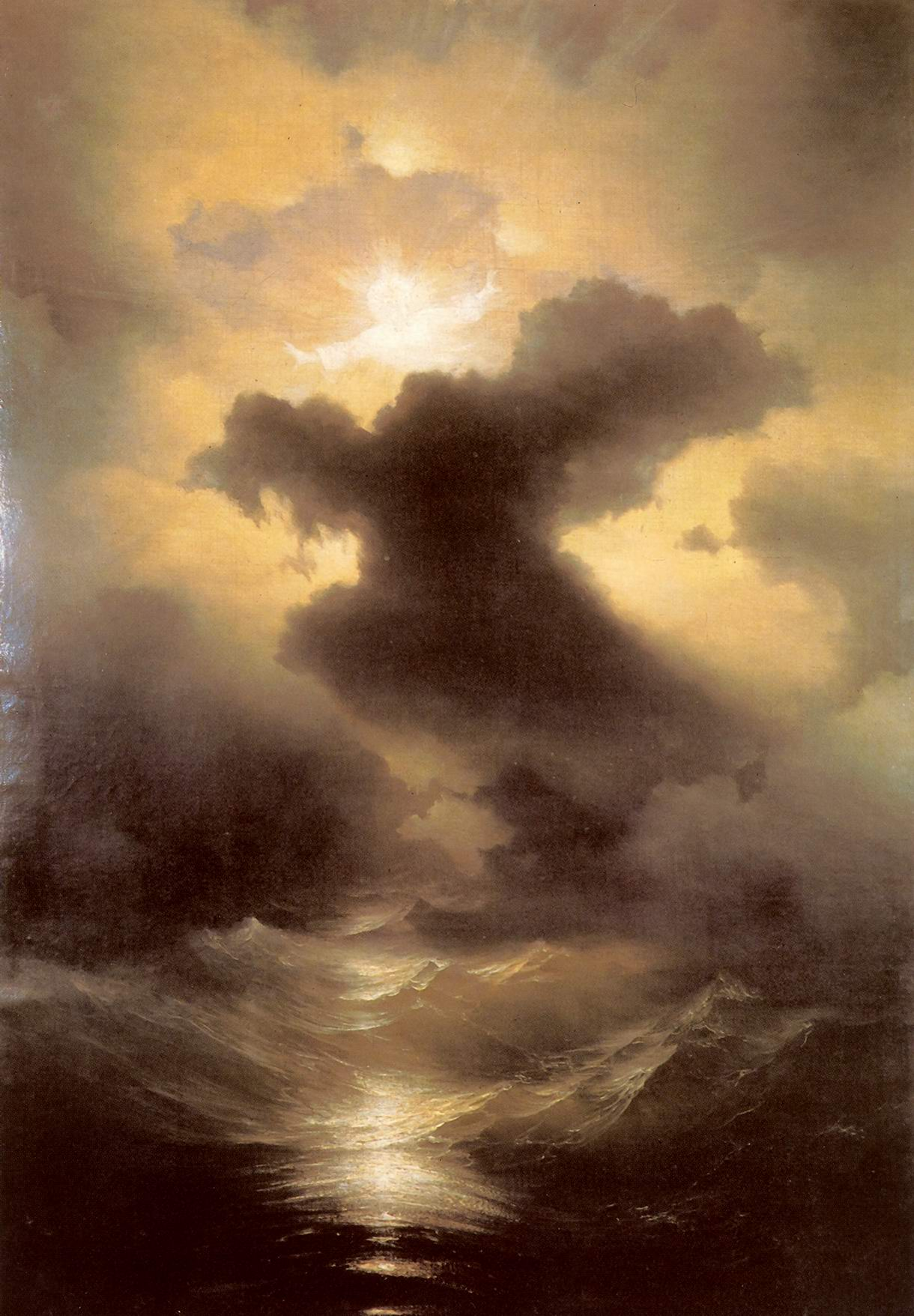
Hỗn mang (1841)
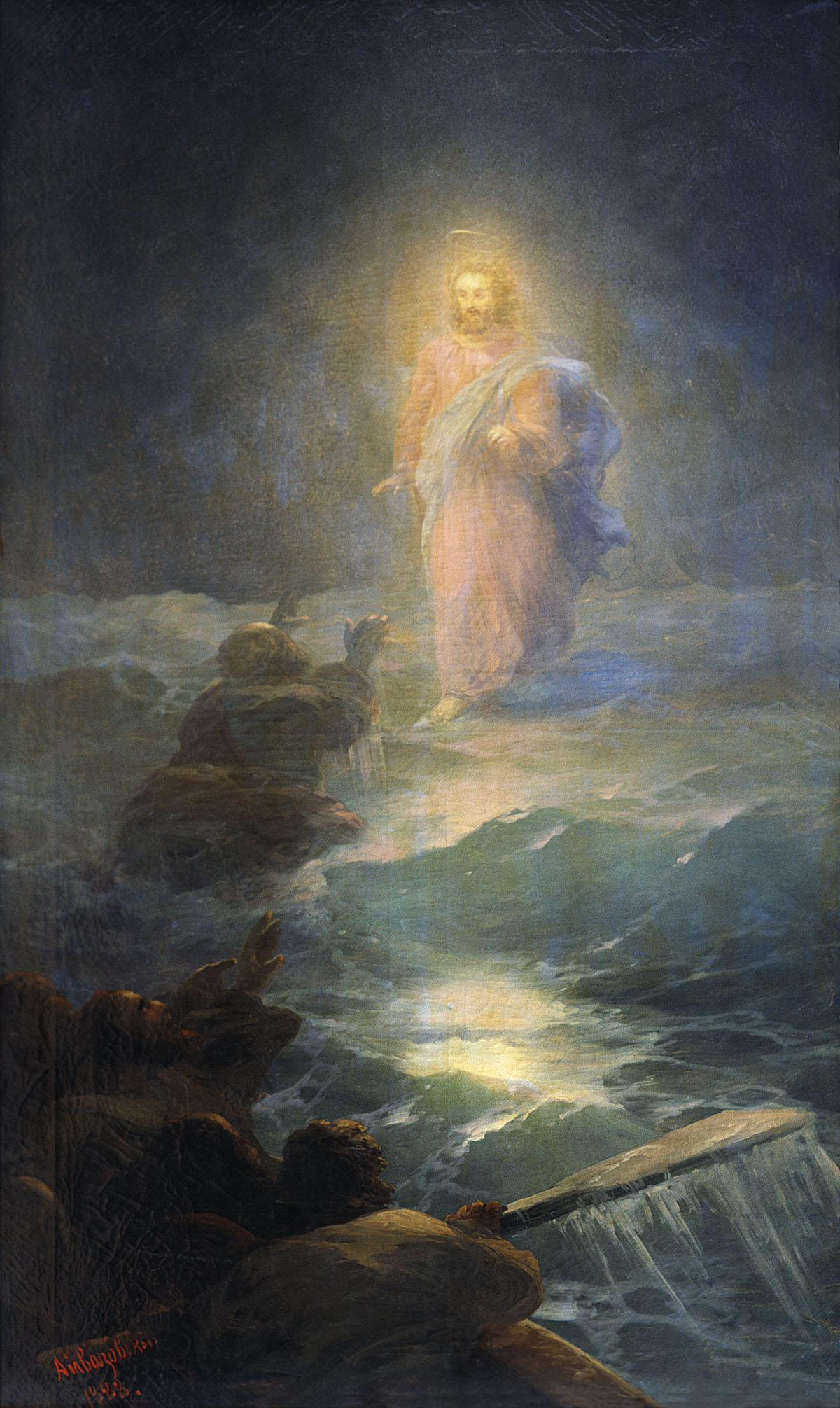
Jesus bước đi trên mặt nước (1888)
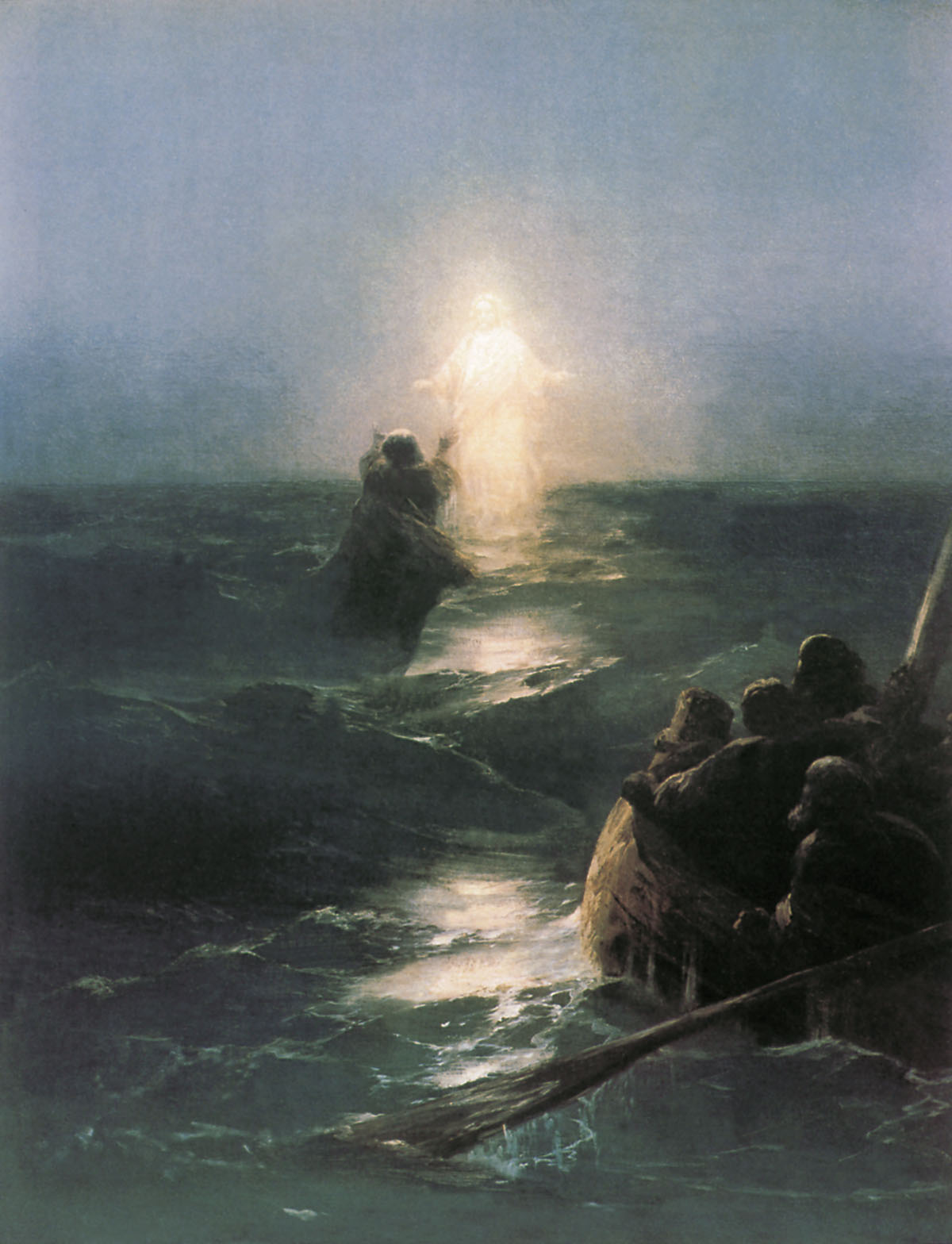
Jesus bước đi trên mặt nước (1890)
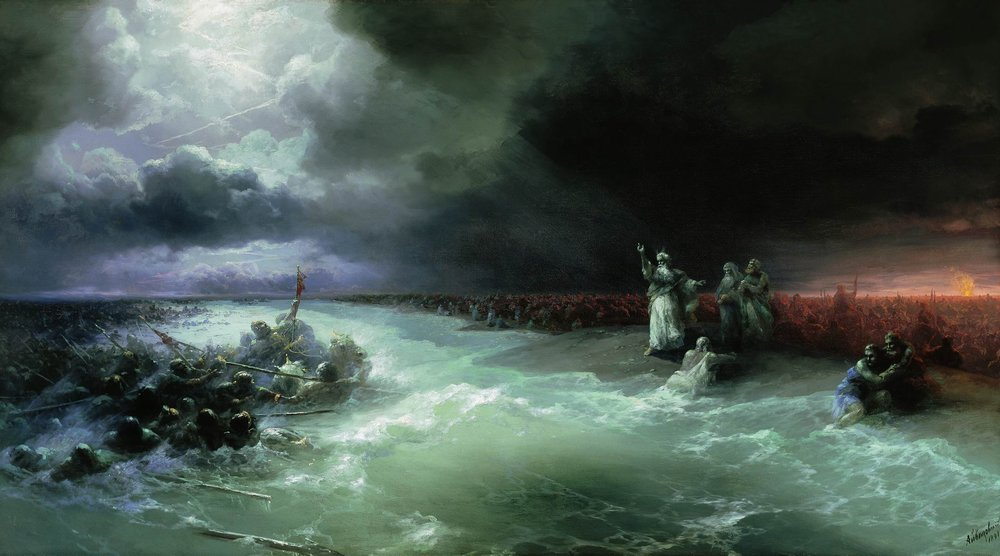
Lối đi của người Do Thái xuyên qua biển Đỏ(1891)

#### Chủ đề Đông phương

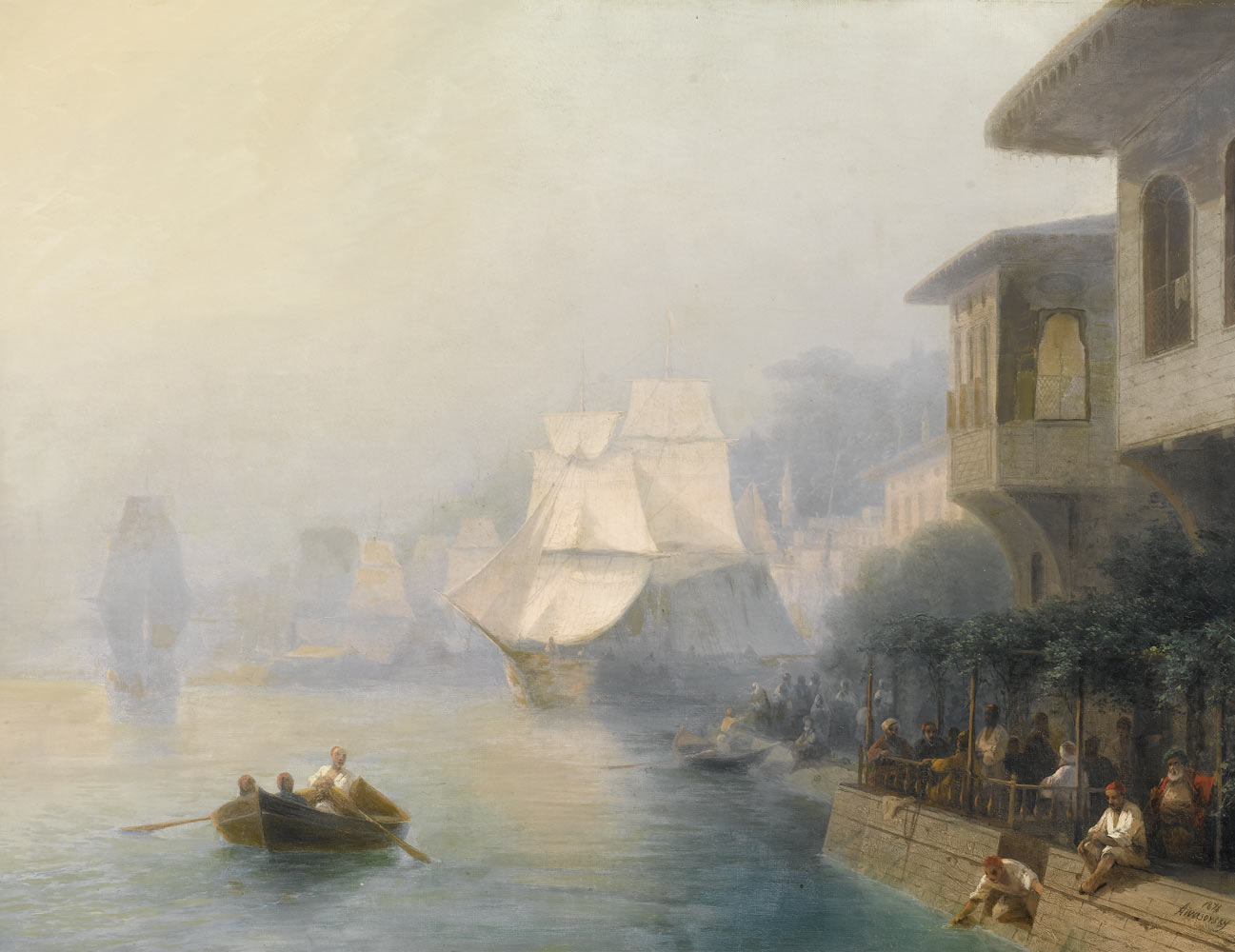
Bosphorus
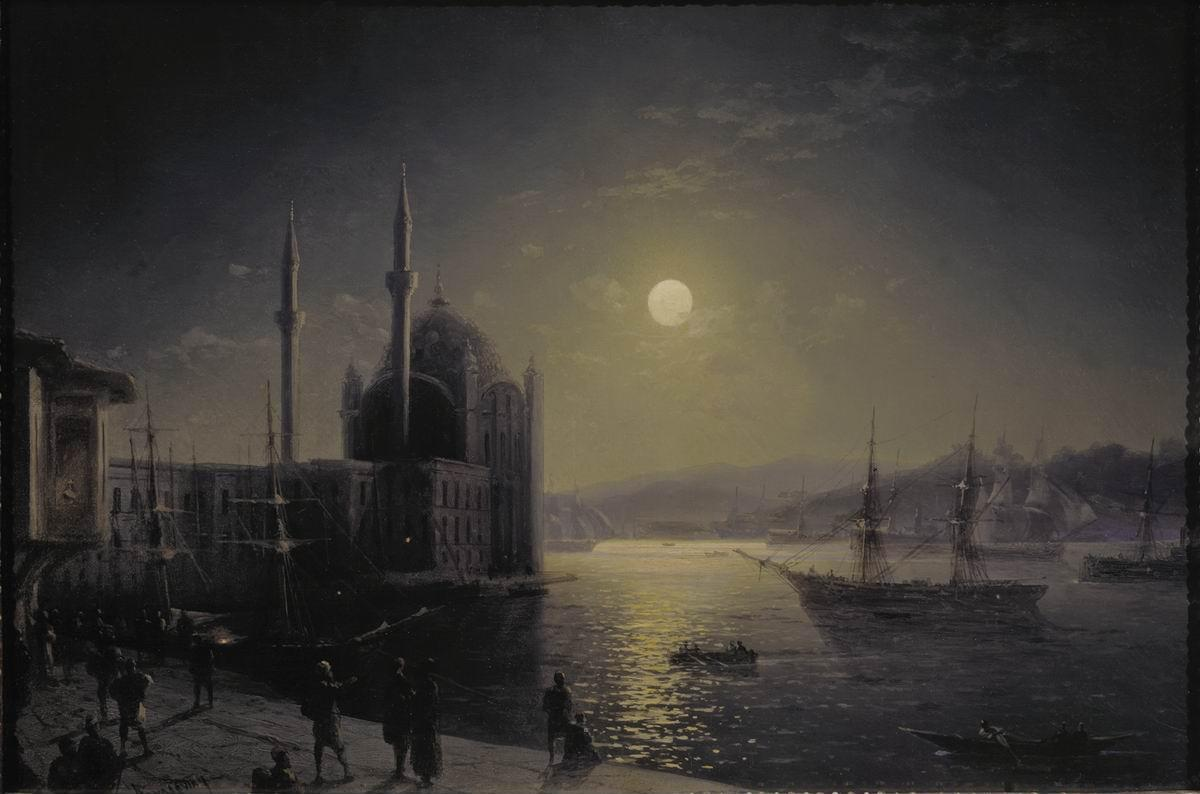
Đêm sáng trăng ở Bosphorus
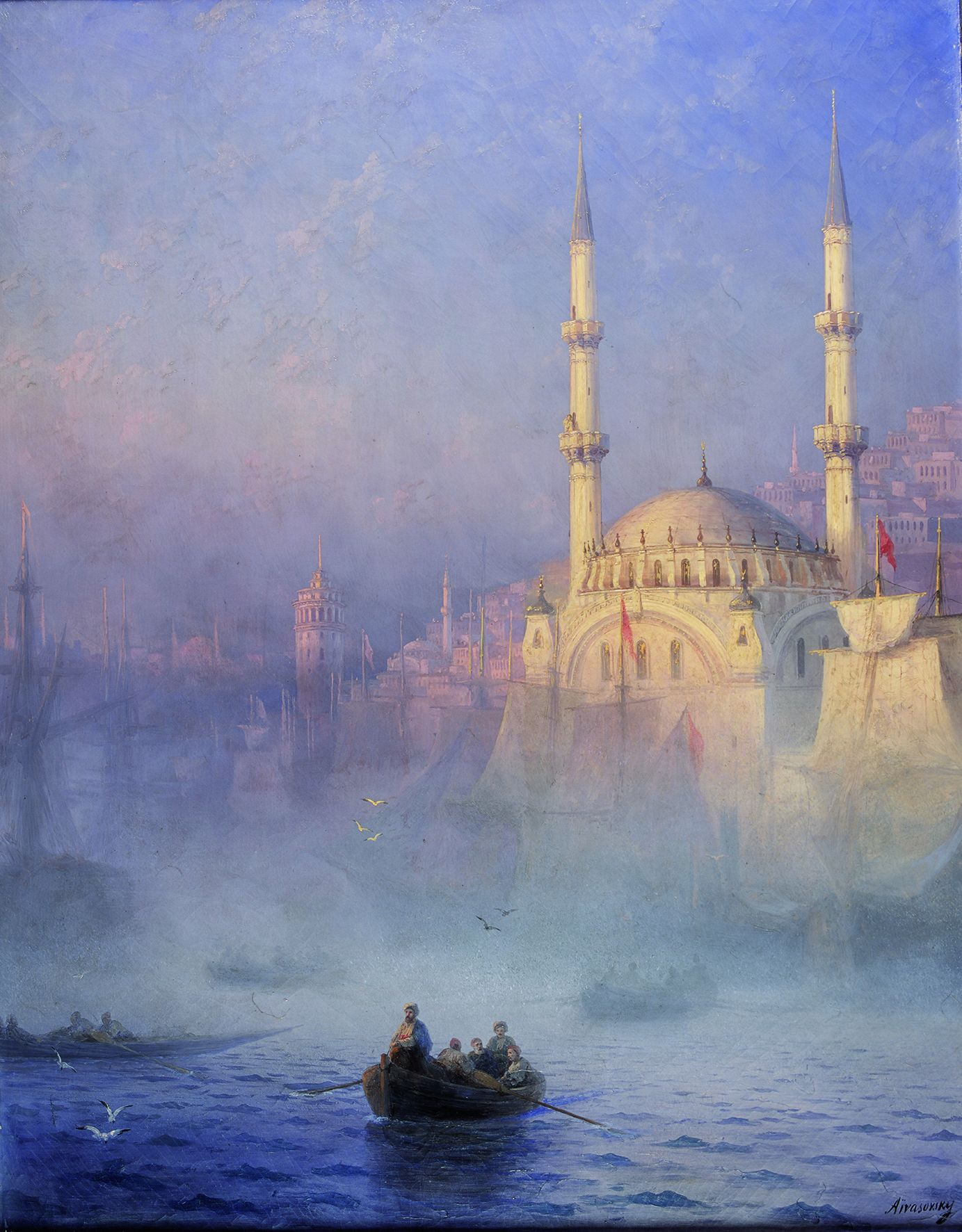
Nhà thờ Hồi giáo Top-Kahne (Nusretiye Mosque)
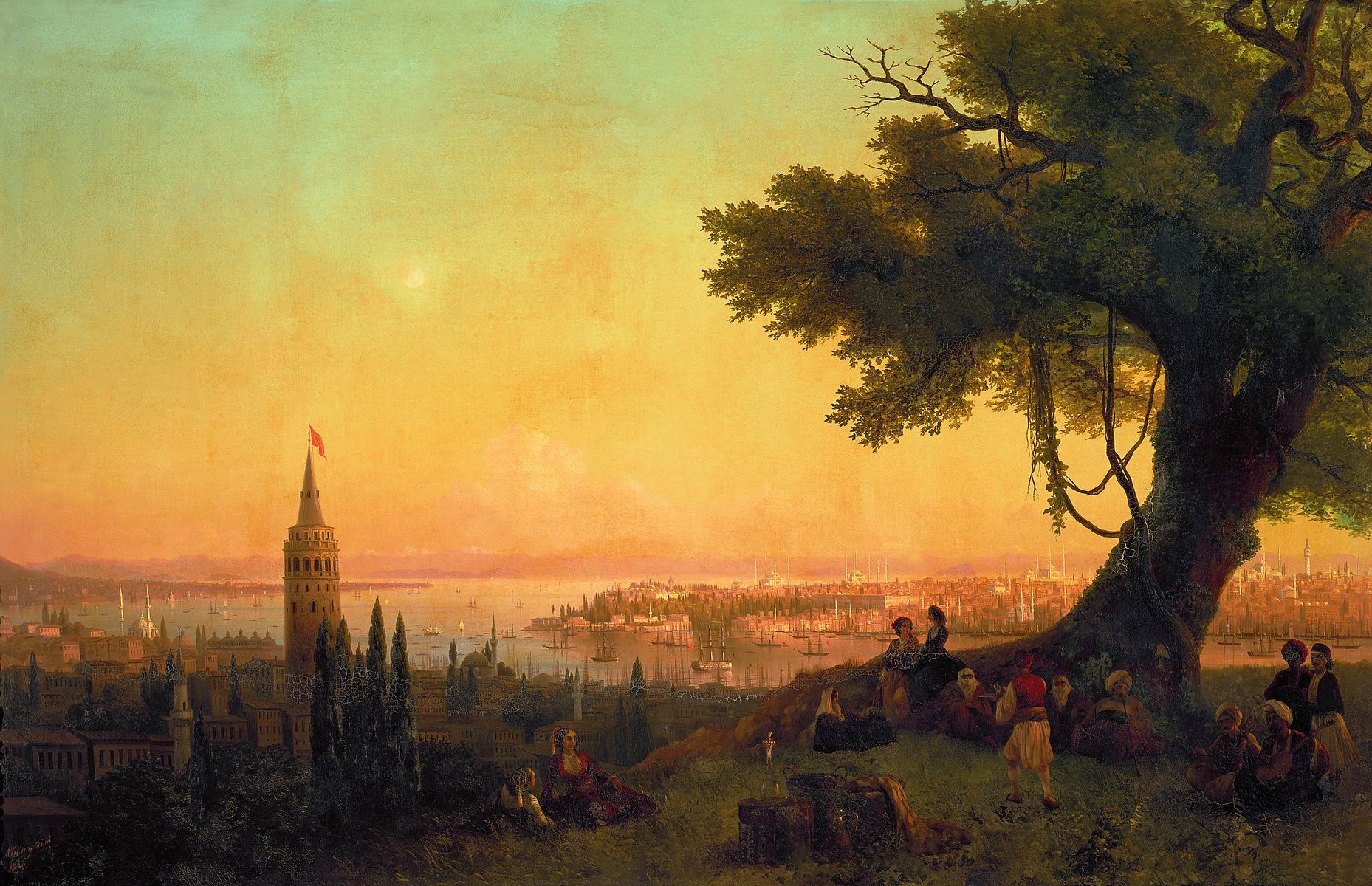
Cảnh Constantinopole dưới ánh sáng chập tối
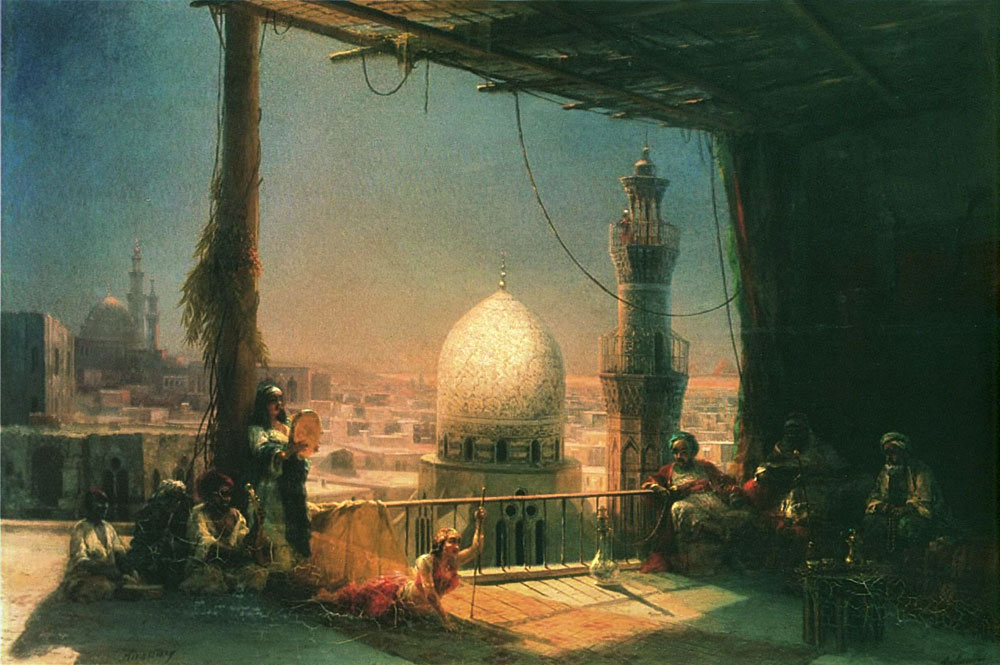
Cảnh cuộc sống ở Cairo
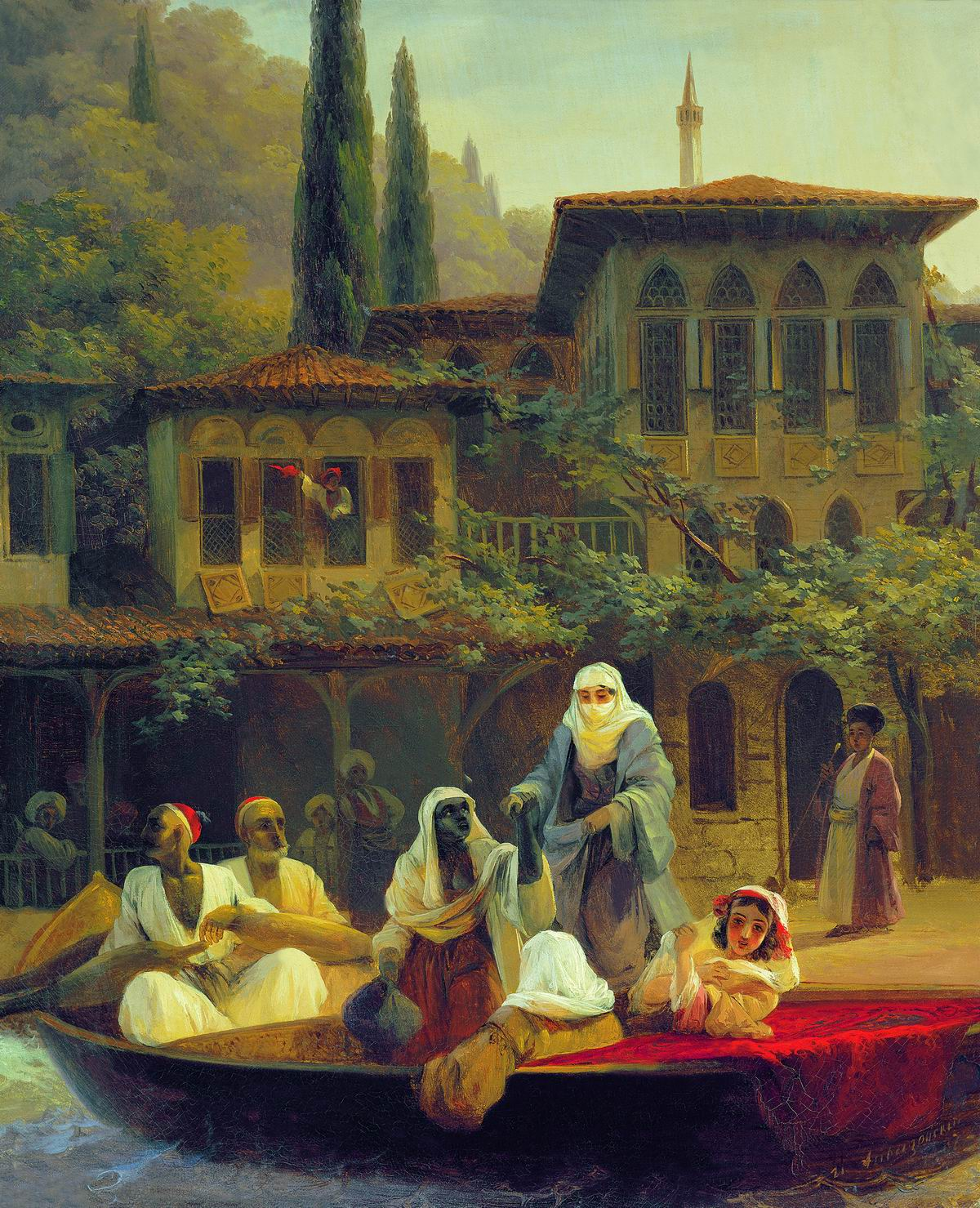
Kumkapı chèo thuyền ở Constantinople
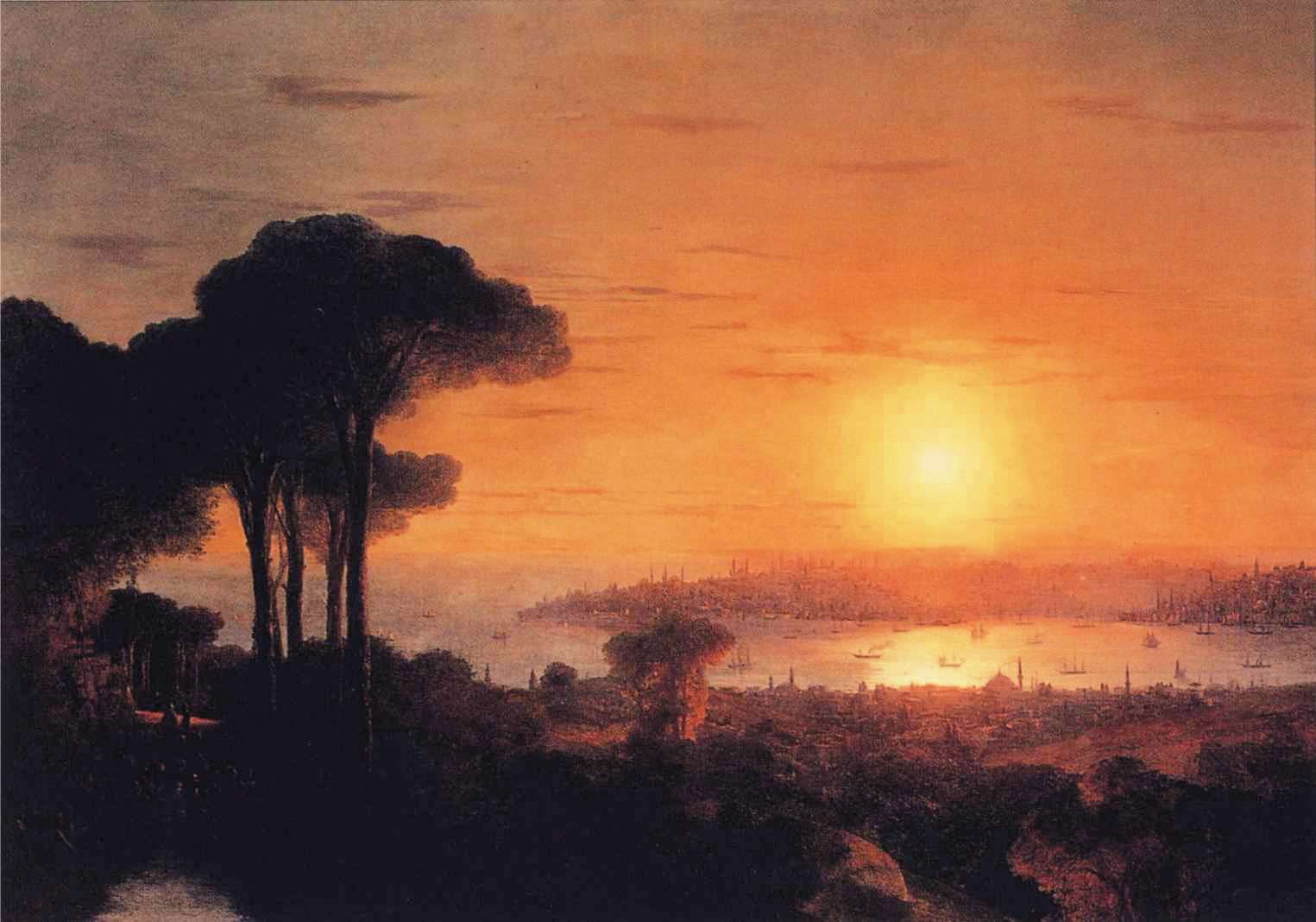
Hoàng hôn ở Golden Horn
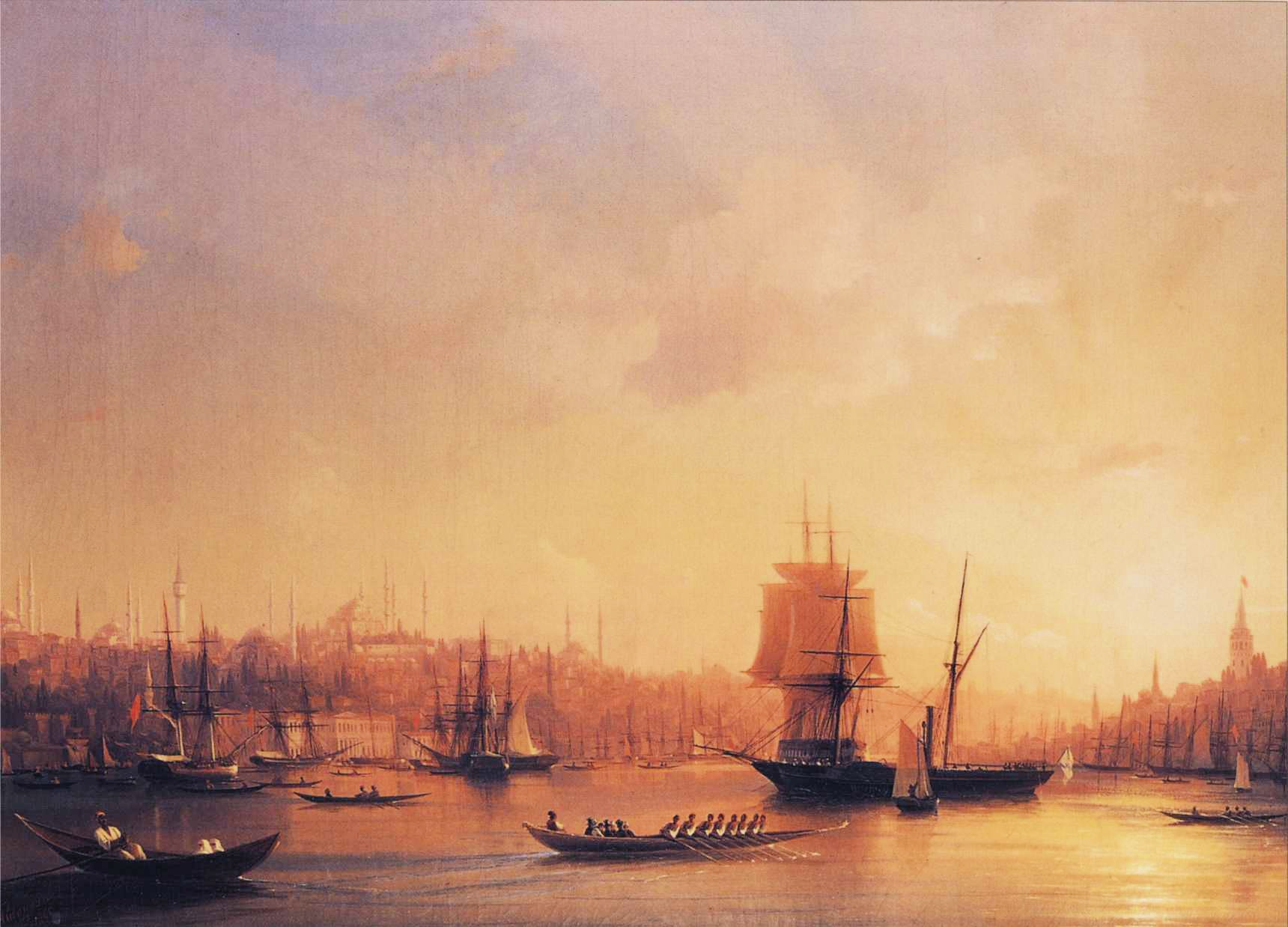
Chạng vạng tối Golden Horn
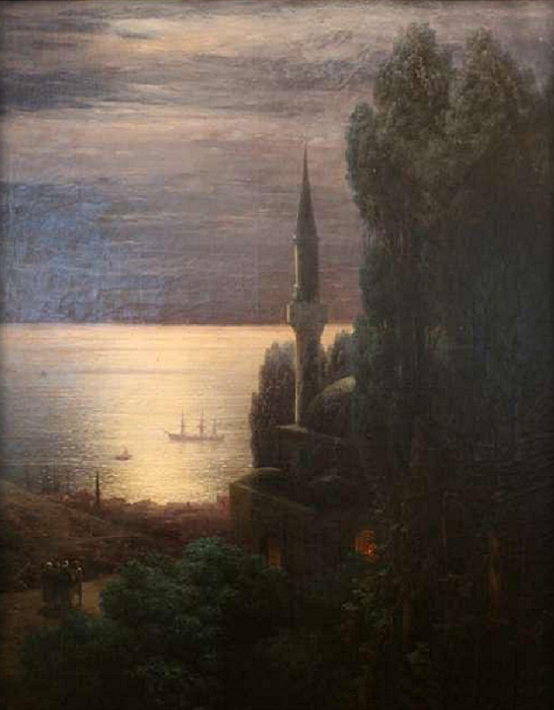
Trebizond
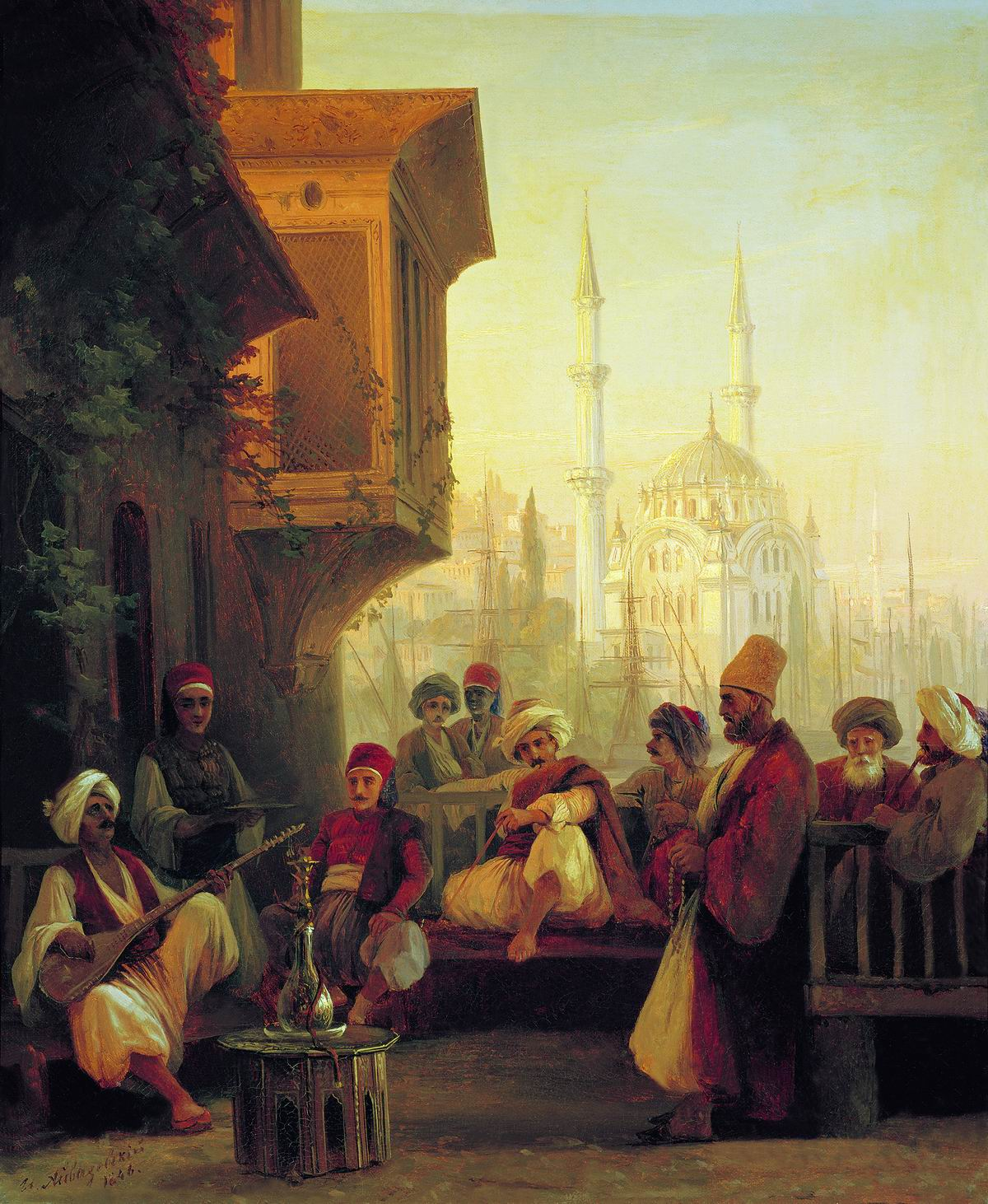
Quán cà phê nằm cạnh nhà thờ Hồi giáo Ortaköy  ở Constantinople
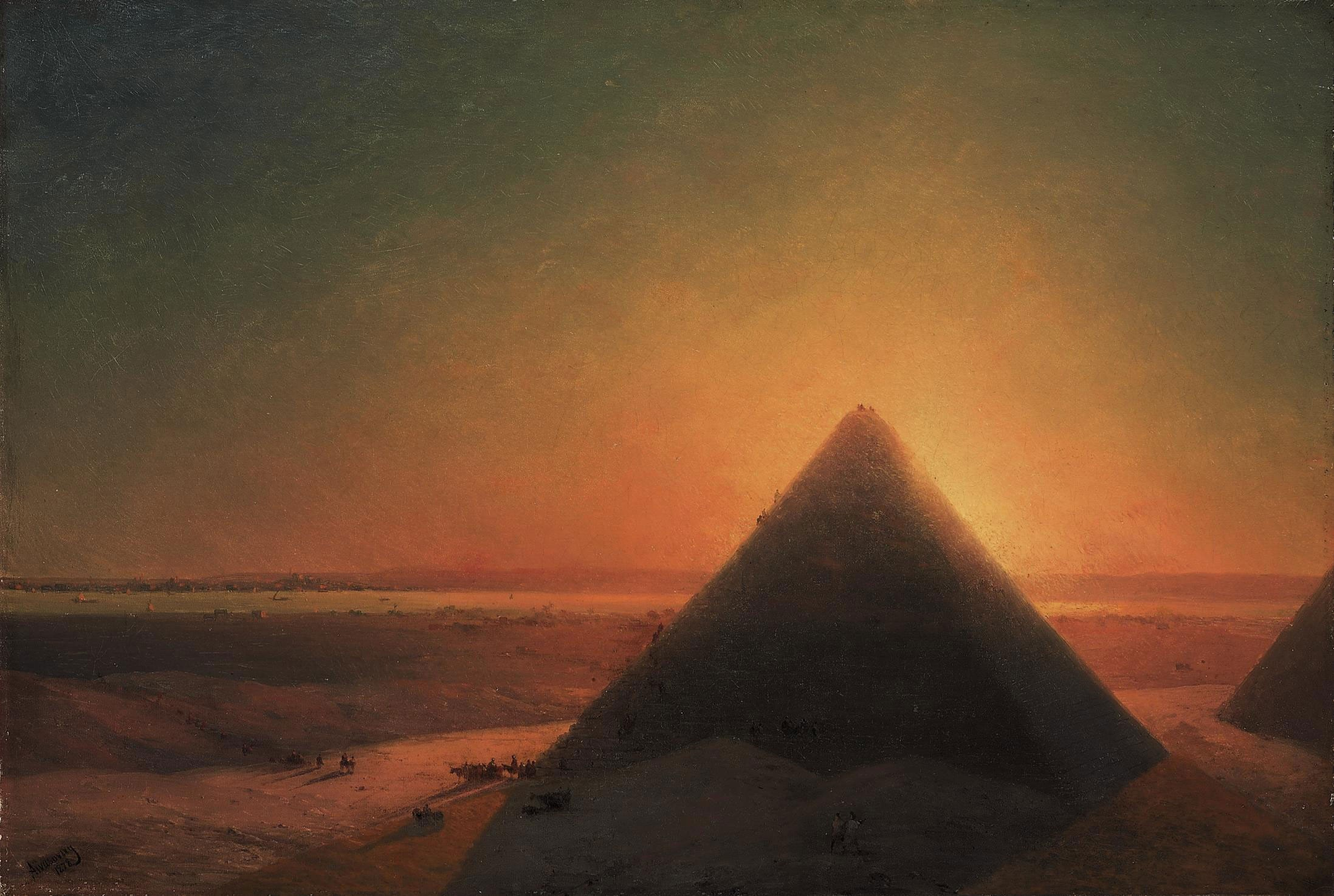
Đại Kim tự tháp Giza
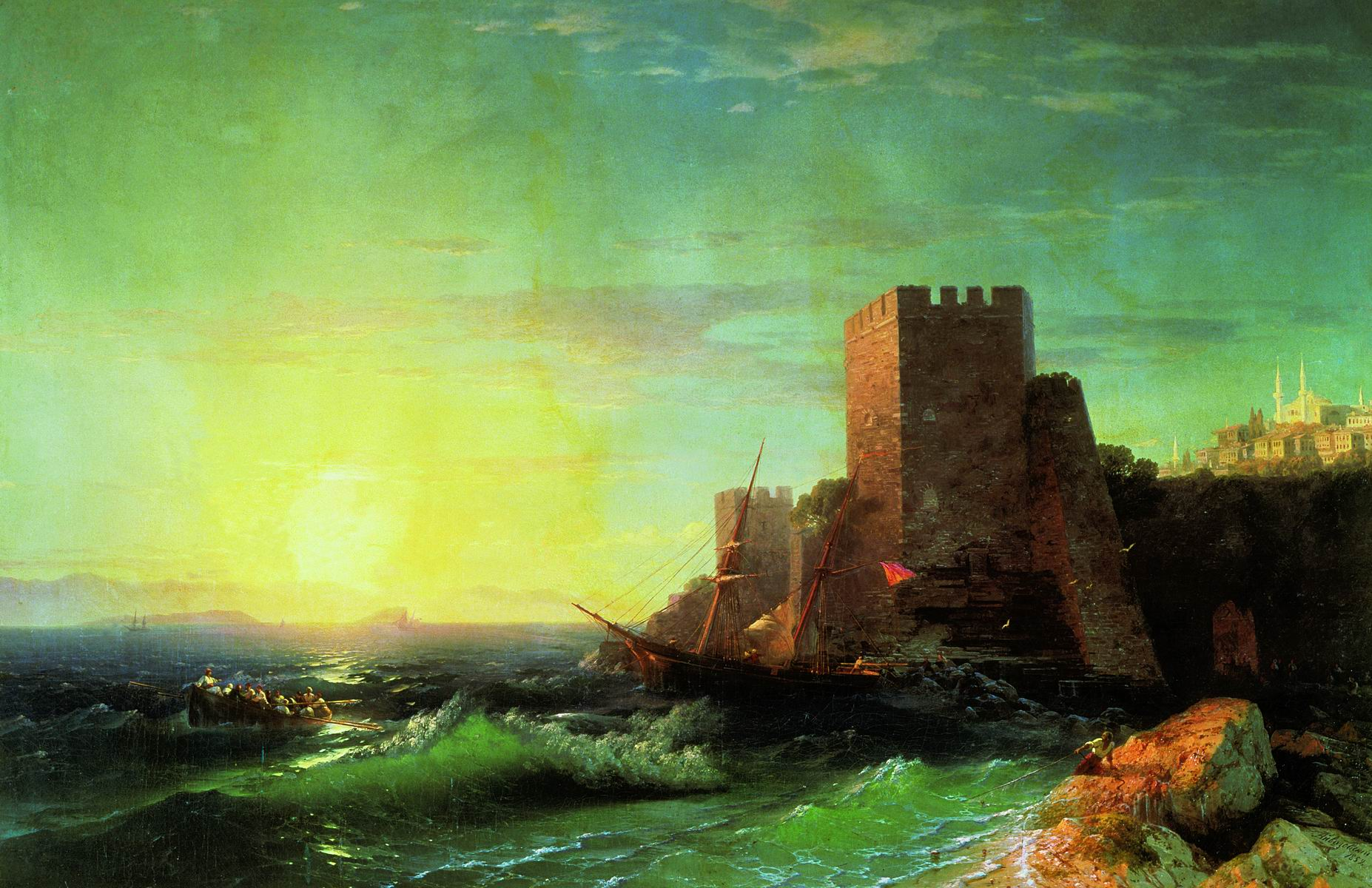
Ngọn tháp trên vách đá ở Bosphorus (1859)